# Augustus (keizer)
Imperator Caesar Augustus (Rome, 23 september 63 v.Chr. – Nola, 19 augustus 14 n.Chr.), geboren als Gaius Octavius (Thurinus), die zich na zijn adoptie door zijn oudoom Gaius Julius Caesar noemde, meestal kortweg aangeduid met de door hemzelf niet gebruikte naam Octavianus (voor 27 v.Chr.) of Augustus (na 27 v.Chr.), was de eerste princeps (vgl. "Keizer") van het Romeinse rijk. Door steeds meer verschillende bevoegdheden van republikeinse magistraten naar zich toe te trekken kreeg hij als alleenheerser de feitelijke macht over Rome in handen.
Deze achterneef en voornaamste erfgenaam van Gaius Julius Caesar (Julius Caesar) won de machtsstrijd die volgde op de moord op Caesar op 15 maart 44 v.Chr. en was in 31 v.Chr. de enige die levend uit deze strijd kwam. Vanaf 27 v.Chr. zou hij als princeps (eerste burger) de teugels van het Imperium Romanum in handen houden. Hij maakte een einde aan een eeuw van burgeroorlogen en stichtte in de daaropvolgende periode de Julisch-Claudische dynastie. Onder het mom van het herstel van de republiek (restitutio rei publicae) voerde hij in werkelijkheid een duurzame omvorming tot monarchie (principaat) door. Ook op sociaal-economisch en ander gebied voerde Augustus tijdens zijn regering hervormingen door. Zijn heerschappij zorgde voor een langdurige tijd van interne vrede, die als Pax Romana (soms ook wel Pax Augusta) werd aangeduid.

## Levensloop
Zijn levensgeschiedenis toont twee ogenschijnlijk volkomen tegenovergestelde persoonlijkheden. Enerzijds was hij de jonge, eerzuchtige, soms wrede politicus, die in de strijd om de hoogste macht zonder scrupules de wet aan zijn laars lapte. Anderzijds was hij de princeps, die – eenmaal in het bezit van de macht – er zeer wijs gebruik van maakte. Met het principaat voerde hij een nieuwe, duurzame staatsinrichting in, ter vervanging van de republiek die in de honderdjarige burgeroorlog geheel verwoest was.

### Afkomst en jeugd
Augustus was de zoon van Gaius Octavius en Atia Balba Caesonia, een nicht van Gaius Julius Caesar. Bij zijn geboorte ontving hij de naam van zijn vader Gaius Octavius. De familie van zijn vader behoorde tot de stand van de equites, de Romeinse ruiterstand, en dus tot de nederige, plebejische landadel en stamde uit Velletri. Een voorvader van Augustus zou door de Romeinse koning Tarquinius Priscus in de Romeinse Senaat zijn benoemd. In de 1e eeuw v.Chr. was de familie welgesteld, maar weinig beduidend. Gaius Octavius, die geldschieter zou zijn geweest, werd echter opgenomen in de Senaat en wist zich op te werken tot praetor. Na de dood van zijn vader in 58 v.Chr. werd de jonge Gaius op het landgoed van zijn grootmoeder Julia, de zus van Caesar, in Velitrae verder opgevoed. Later zou hij verhuizen naar het huis van zijn stiefvader Lucius Marcius Philippus in Rome. Volgens Suetonius hield hij in 51 v.Chr. de lijkrede voor zijn grootmoeder en nam hij in 49 v.Chr. de toga virilis aan.
Omdat Caesar geen wettige zoon had, nam hij zijn achterneef onder zijn vleugels. Zo werd Gaius Octavius op Caesars voorspraak in 48 v.Chr. in het college van Pontifices opgenomen. In 47 v.Chr. was Octavius praefectus urbi, die de consuls verving die zich tijdens de ludi Latini niet in Rome ophielden. In 46 v.Chr. liet Caesar hem aan zijn triomftocht na zijn zege in de burgeroorlog deelnemen. In het jaar daarop begeleidde de jonge Gaius Octavius zijn oudoom op diens veldtocht tegen de zonen van Pompeius naar Hispania, waar hij op Caesar duidelijk indruk maakte door zijn dapperheid. Hij zou ook als magister equitum (letterlijk „leider van de ruiterij“, de rechterhand van een dictator) aan de geplande veldtocht tegen de Parthen hebben deelgenomen. Samen met zijn vrienden Marcus Vipsanius Agrippa en Salvidienus Rufus was hij reeds naar Apollonia in Illyria (het huidige Albanië) vooruitgestuurd. Daar bereikte hem in het voorjaar van 44 v.Chr. het bericht van de moord op Caesar. Tijdens zijn terugreis naar Rome vernam hij dat de dictator hem bij testament had geadopteerd en tot voornaamste erfgenaam van zijn privévermogen had aangeduid.

### Opkomst in de politiek.

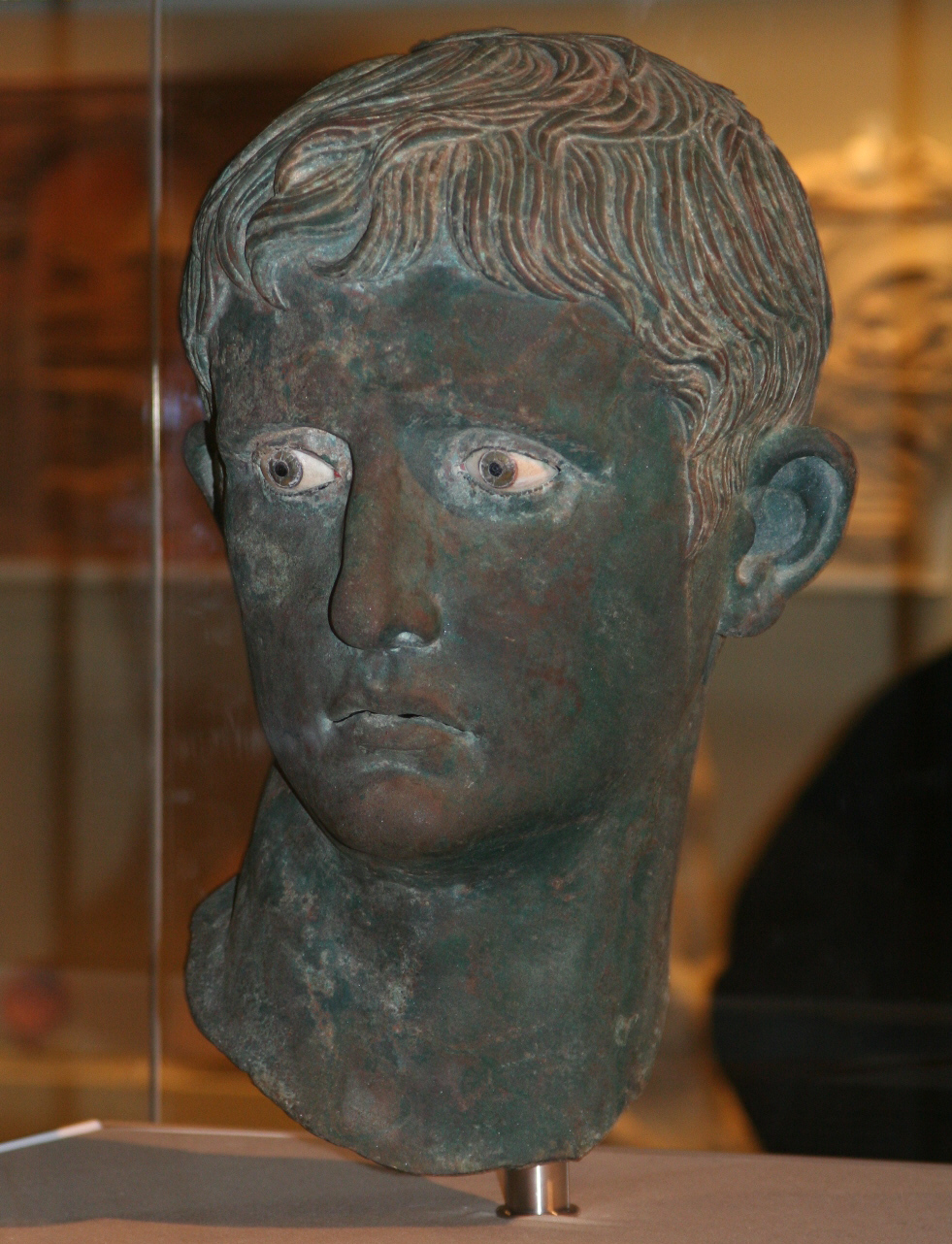
Bronzen buste van Octavianus (gevonden in Meroë, Nubië; nu in het British Museum).

De postume, testamentaire adoptie ontbeerde elke juridische grond. Gaius Octavius aanvaardde, zodra hij in Rome terug was, desalniettemin het testament alsook alle daarmee verbonden verplichtingen en noemde zich voortaan naar zijn voorgewende adoptievader Gaius Julius Caesar. Hij speelde in het begin geen rol in het conflict tussen diens aanhangers – die zich rond Marcus Antonius schaarden – en de republikeinsgezinde Caesarmoordenaars rond Gaius Cassius Longinus alsook Marcus Brutus en Decimus Brutus.
Marcus Antonius eiste als onderbevelhebber van Caesar en diens collega in het consulaat voor het jaar 44 v.Chr. de leiding over de factie van Caesar voor zich op. Zo weigerde hij het vermogen van de dictator aan Octavianus weg te geven. Deze betaalde desondanks de in Caesars testament voorziene legaten aan diens veterani en de bevolking van Rome uit. Daarvoor gebruikte hij de in Apollonia in beslag genomen, voor de Parthenoorlog voorziene krijgskas. Hij veilde echter ook zijn eigen bezit om het te kunnen financieren. Zijn optreden bracht hem al snel een groot aantal aanhangers en gaf hem bovendien ook politiek gewicht. De invloedrijke senator en oud-consul Marcus Tullius Cicero, die niet tot de samenzweerders had behoord, maar wel met de republikeinse zaak sympathiseerde, ondersteunde de schijnbaar onervaren jongeman, in de hoop hem als politiek tegengewicht voor Marcus Antonius te kunnen gebruiken. Octavianus ging hierop in, maar gebruikte Cicero's steun voor zijn eigen plannen. Hij steunde daarbij op zijn eigen, ervaren raadgevers zoals de welgestelde Gaius Cilnius Maecenas.

#### Bondgenootschap met de Caesarmoordenaars
Terwijl Antonius in het jaar 43 v.Chr. in Gallië tegen Decimus Brutus streed, bouwde Octavianus in Italië een leger op, bestaande uit veterani van Caesar. Zo maakte hij zich op een manier die veel weg had van een staatsgreep, meester van de stad Rome. Onder militaire druk en op aandrang van Marcus Tullius Cicero bevestigde de senaat Octavianus' toegeëigende militaire bevelhebberschap, verleende hem de voorrechten van een senator en consul en stond hem toe om alle ambten 10 jaar voor de wettelijk vastgelegde minimumleeftijd te aanvaarden. Octavianus ging nu zelfs een bondgenootschap met de republikeinen aan. Nog in datzelfde jaar belegerde hij Antonius in de Mutinensische oorlog samen met een senatoriaal leger onder de consuls Aulus Hirtius en Gaius Vibius Pansa.
Beide staatshoofden van de republiek kwamen om in de strijd en Octavianus verlangde er nu naar om voor zichzelf een van de vrijgekomen plaatsen van consul in te nemen. Nadat de senaat echter had geweigerd hem te laten verkiezen tot consul, dwong Octavianus op 19 augustus 43 v.Chr. met hulp van zijn troepen zijn verkiezing tot consul en de achting van de Caesarmoordenaars af. Intussen had Antonius 19 legioenen onder zijn bevel gebracht na zijn laatste nederlaag. Daarom – terwijl Octavianus op het politiek toneel van Rome nu als „wreker“ van zijn adoptievader optrad – wisselde hij van zijde en ging met de leiders van de factie van Caesar een bondgenootschap aan. Naar het voorbeeld van Caesar, Pompeius en Crassus uit 60 v.Chr. richtten Octavianus, Marcus Antonius en de magister equitum Marcus Aemilius Lepidus in oktober 43 v.Chr. een tweede triumviraat op. Ter bekrachtiging van deze overeenkomst huwde Octavianus met Antonius' stiefdochter Clodia.

#### Het tweedetriumviraat

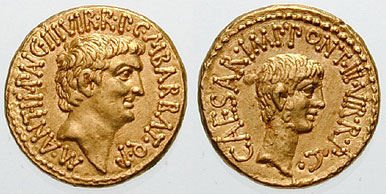
Aureus met aan de voorzijde de triumvir Marcus Antonius en aan de keerzijde Octavianus (41 v.Chr.)

De „driemannen voor de herinrichting van de republiek met consulaire macht“ (Triumviri Rei Publicae Constituendae Consulari Potestate), zoals de alliantie officieel werd genoemd, berustte zuiver op de militaire macht van Triumviri, op hun zeggenschap over veruit de meeste Romeinse legioenen. Ze lieten zich op 27 november 43 v.Chr. door de senaat voor vijf jaar dictatoriale bevoegdheden toekennen. Zoals in de tijd van Lucius Cornelius Sulla werden nu ook proscriptielijsten uitgevaardigd, die alle daarop vermelde personen vogelvrij verklaarden. Volgens Suetonius zou Octavianus zich in het begin tegen de proscripties hebben verzet, maar ze vervolgens vastbeslotener hebben doorgevoerd dan zijn beide collega's. Op aandringen van Antonius werd tijdens de moorden onder de politieke tegenstanders van de triumviri ook Cicero tot slachtoffer gemaakt.
De opbrengst van de proscripties voldeed helemaal niet aan de financiële verwachtingen van de triumviri, maar ze decimeerden zo wel de republikeinse heersende klasse in de senaat van Rome; de machthebbers vervingen hun slachtoffers door loyale aanhangers. Op eenzelfde wijze deden ze dit ook met de magistraten in andere steden. Door deze en andere maatregelen verschoof de machtsverhouding in de Romeinse heersende klasse ten nadele van de republikeins gezinden. Het waren deze omwentelingen die de Augustus-kritische oud-historicus Ronald Syme „Roman revolution“ doopte.
In het jaar 42 v.Chr. trokken Antonius en Octavianus naar Griekenland, waar de Caesarmoordenaars Marcus Iunius Brutus en Gaius Cassius Longinus hun strijdkrachten hadden verzameld. De nederlagen van de Caesarmoordernaars in de dubbelslag bij Philippi in Macedonië in de herfst van dat jaar betekende de definitieve ondergang van de Romeinse republiek. Daar de overwinning wezenlijk aan Antonius was te danken, nam diens gewicht binnen het triumviraat verder toe.
Toen de triumviri na de slag bij Philippi hun invloedssferen vastlegden, kreeg Antonius naast Gallia Comata de provincia Narbonensis en gaf hiervoor Gallia Cisalpina op. Dit gebied werd voortaan samen met Italia bestuurd. Daarnaast zou hij de verhoudingen in de rijke oostelijke provinciae herinrichten. Lepidus kreeg, nadat hij oorspronkelijk volledig uitgesloten was geweest, de beide Africae toegewezen, de toenmalige graanschuur van Rome. Octavianus kreeg Hispania Citerior en Ulterior en de moeilijke opgave de veterani in Italia te vestigen, dat door de triumviri gezamenlijk werd bestuurd. Deze zorg voor het zogenaamde „legercliënteel“ werd sinds Marius' legerhervormingen van elke veldheer verwacht, die zich zo van de politieke steun van zijn veterani verzekerde en het vertrouwen van ervaren legionairs kon verwerven.
Bij de landverdelingen kwam het tot gewelddadige onteigeningen en verdrijvingen, niet slechts van enkele grondbezitters, maar zelfs van hele stadsbevolkingen. Octavianus maakte zich destijds dan ook bij iedereen gehaat. Bovendien kwam het wegens de landverdeling tot ernstige meningsverschillen met Marcus Antonius' broer Lucius, die Octavianus echter te Perusia belegerde. Antonius landde daarop met zijn troepen in Italia. De legioenen van beide triumviri weigerden echter te strijden en dwongen hun leiders tot een vernieuwd bondgenootschap. De vrede van Brundisium werd in de herfst van 40 v.Chr. beklonken met het huwelijk van Antonius met Octavianus' zus Octavia Thurina minor.
In hetzelfde jaar, nadat hij van zijn eerste vrouw Clodia was gescheiden, huwde Octavianus met Scribonia, een verwante van Pompeius' zoon Sextus. Ze schonk hem een dochter, Julia, die zijn enige natuurlijke kind zou zijn. Maar al op de dag van Julia's geboorte verstootte hij haar moeder, om in 38 v.Chr. Livia Drusilla te huwen. Het schandaal werd nog vergroot doordat hij Livia in zijn huis opnam, nog voordat ze zich van haar toenmalige echtgenoot, de overtuigde republikein Tiberius Claudius Nero, had kunnen laten scheiden. Deze vrouw, die zijn meest vertrouwde raadgeefster werd, bracht uiteindelijk haar beide zonen Tiberius en Drusus in Octavianus' huis. Tiberius werd uiteindelijk de opvolger van Octavianus.

#### Strijd om de alleenheerschappij

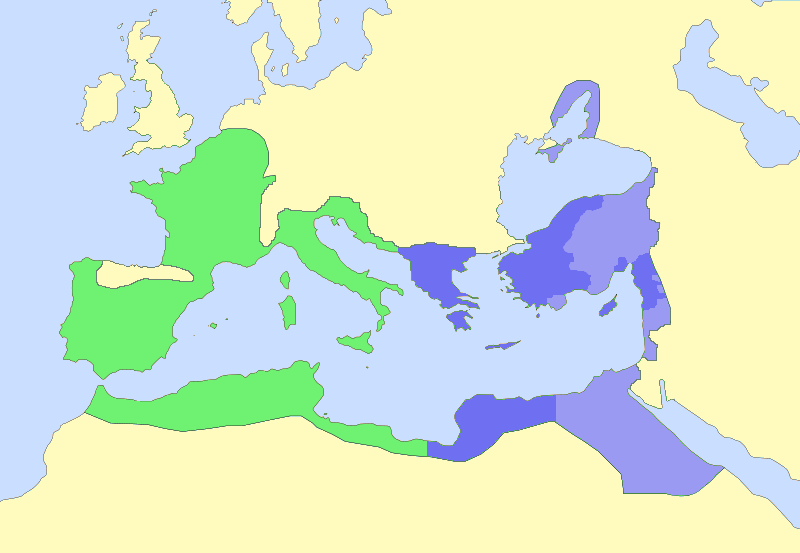
Octavianus' machtsbereik
Antonius' machtsbereik
Antonius' bondgenoten

De laatste politieke tegenstander van de triumviri was Sextus Pompeius, die met zijn vloot nog over een aanzienlijke militaire macht beschikte. Hij controleerde Sicilië en bracht de graantoevoer naar Rome in gevaar, wat Octavianus' gezag in Rome ondermijnde. Op aandringen van de senaat sloot Octavianus in 39 v.Chr. met Sextus Pompeius het verdrag van Misenum. Pompeius ontving Sardinië, Corsica, Sicilië en de Peloponnesus als machtscentrum, en daarenboven de garantie op een consulaat in het jaar 35. Aangezien deze concessies Octavianus in de praktijk aan macht deden inboeten, zette Octavianus in het volgende jaar (38 v.Chr.) reeds alles op alles om Pompeius opnieuw van de macht te beroven. In dit jaar was het triumviraat nog eens voor vijf jaar verlengd. Twee jaar later, in 36 v.Chr., belegerde Octavianus' veldheer Marcus Vipsanius Agrippa Pompeius in de zeeslag bij Naulochus voor de noordkust van Sicilië. Nadat Octavianus kort daarop erin slaagde Lepidus van de macht te beroven, omdat diens troepen naar hem waren overgelopen, beheerste hij voortaan het gehele westelijke deel van het rijk. In de strijd om de alleenheerschappij stond enkel Antonius hem nu nog in de weg.
Terwijl Octavianus van eind 35 tot begin 34 v.Chr. door kleinere veldtochten in Dalmatia een slagkrachtig leger vormde, voerde zijn rivaal een succesrijke strijd tegen de Parthen. Deze waren sinds 40 v.Chr. onder het bevel van Quintus Labienus, een aanhanger van de republikeinse zaak, in Syrië binnengedrongen. Antonius ging tevens een heftige verhouding met koningin Cleopatra VII van Egypte aan, voor wie hij in het jaar 32 v.Chr. de in Rome uiterst populaire Octavia verstootte. Toen hij in hetzelfde jaar overging tot het schenken van delen van het Romeinse oosten aan Cleopatra en hun gemeenschappelijke kinderen (Alexander Helios, Cleopatra Selene en Ptolemaeus Philadelphos), verloor hij elke steun in Rome. Octavianus wist Antonius' daden allervoordeligst tegen deze uit te spelen in zijn propaganda. Om hem ook nog zijn laatste aanhangers af te troggelen, schrok hij er zelfs niet voor terug heiligschennis te plegen: in 32 v.Chr. liet hij het bij de Vestalinnen in bewaring gegeven – mogelijk echter vervalste – testament van Antonius openbaar maken, waarin deze Cleopatra's kinderen tot erfgenamen benoemde, Ptolemaeus XV Caesarion als lijfelijke zoon van Caesar erkende en vroeg naast Cleopatra in Alexandrië te worden begraven. Toen dit bekend werd, onthief de senaat Antonius uit al zijn ambten. Daar Octavianus de Egyptische koningin als oorzaak voor Antonius' „Rome-vijandelijke“ daden voorstelde, verklaarde de senaat haar tot staatsvijand en Egypte de oorlog.

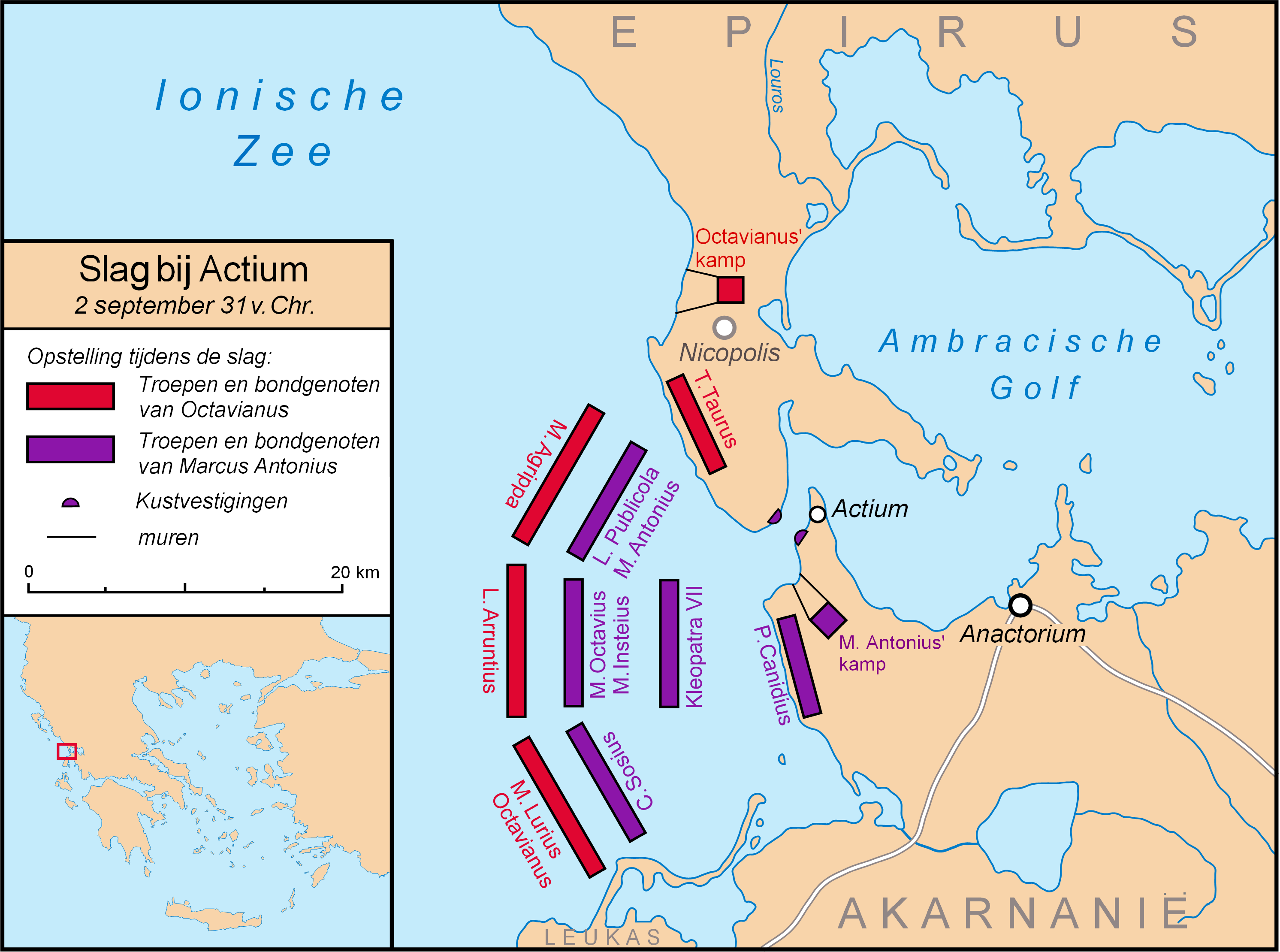
De opstelling tijdens de slag bij Actium.

Voor Octavianus was het van belang dat hij de strijd tegen een politieke tegenstander kon voorstellen als een oorlog van Rome tegen een buitenlandse vijand. De bevoegdheden van Octavianus en Antonius als triumviri waren formeel reeds op 1 januari 32 v.Chr. afgelopen en hun proconsulaire competenties bestonden nu nog provisorisch. Daarom maakte Octavianus gebruik van de oorlogstoestand voor de verlening van een nieuw ambt. Hij liet zich tot „leider van Italia“ (dux Italiae) uitroepen, die het gehele westen de eed van trouw liet afleggen. Daarenboven nam hij voor het volgende jaar opnieuw het consulaat op zich. Nu zijn politieke positie verzekerd was, begon Octavianus in 31 v.Chr. de oorlog tegen Antonius.
Al in het eerste treffen tussen beide rivalen viel de beslissende overwinning. In de zeeslag bij Actium – aan de mond van de Ambracische Golf in Epirus – leden Antonius en Cleopatra op 2 september 31 v.Chr. een nederlaag tegen de strijdkrachten van Agrippa en Octavianus, die tijdens de strijd misselijk van zeeziekte onderdeks lag. Met de inname van Alexandria, de annexatie van Egypte als nieuwe provincia en de zelfmoord van Antonius en Cleopatra in het daarop volgende jaar eindigde de strijd van twee mannen om de macht in Rome en tegelijkertijd de 100 jaar durende periode van Romeinse burgeroorlogen. Als teken dat in het hele rijk vrede heerste, werden op 12 januari 29 v.Chr. de deuren van de tempel van Janus op het Forum Romanum gesloten. Dit zou slechts de derde keer in de eeuwenlange geschiedenis van Rome zijn geweest.

### Augustus alsprinceps (keizer)

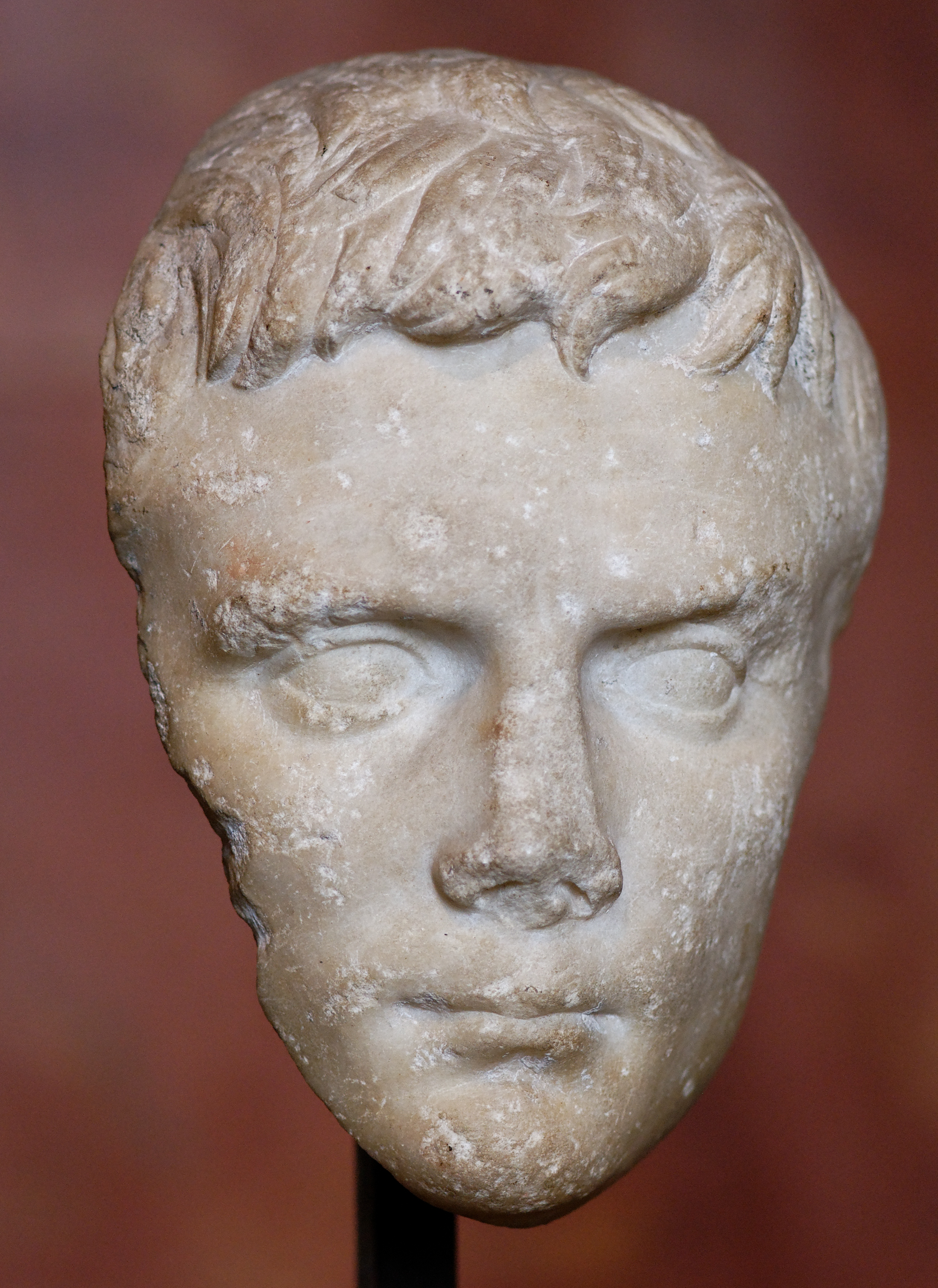
Marmeren portret van een jonge Gaius Julius Caesar Octavianus (27-20 v.Chr., Louvre).

Op 13 januari 27 v.Chr. begon in Rome een meerdaagse staatshandeling, die de noodsituatie van de burgeroorlog ook officieel als geëindigd verklaarde. Daardoor werd de oude orde van de republiek formeel hersteld, maar feitelijk werd een geheel nieuwe, monarchale orde gecreëerd: het principaat. Op voorstel van Lucius Munatius Plancus verleende de senaat Octavianus op 16 januari de nieuw gecreëerde eretitel Augustus.
In de jaren na Actium stond de alleenheerser voor drie grote opgaven: de staat opnieuw opbouwen, het rijk zowel intern als extern versterken en de opvolging regelen, opdat zijn werk ook na zijn dood duurzaam zou zijn. Met de senaatszitting van januari 27 v.Chr. brak niet enkel het begin van Augustus' 41-jarige regering als princeps aan, maar ook een nieuwe periode in de Romeinse geschiedenis. Al in 27 v.Chr. richtte hij de Classis Misenensis op, de Romeinse militaire vloot aan de Tyrreense Zee met als basis Misenum (Miseno).

#### De gedachte achter hetprincipaat

##### Het probleem
Toen Octavianus in de zomer van 29 v.Chr. vanuit het oosten naar Rome terugkeerde, stond hij voor hetzelfde probleem waaraan Caesar zich 15 jaar daarvoor had vertild: een staatsinrichting te creëren, die voor de in meer dan 400 jaar gegroeide, republikeinse gedachte van de Romeinen acceptabel was en tegelijkertijd de feitelijke toestand legitimeerde, dat de daadwerkelijke macht sinds 70 jaar niet meer bij de senaat, de consuls en de andere republikeinse instellingen lag, maar bij de bevelhebbers van de legioenen. Het ging er nu om de feitelijke macht van één legerbevelhebber – namelijk Octavianus – te legitimeren én te integreren in een vernieuwd „republikeins“ staatsbestel.
Het feitelijke herstel van de oude republiek kwam voor Octavianus om twee redenen nooit ter sprake: enerzijds was de vanouds regerende bevolkingslaag, de patriciërs, door de burgeroorlogen flink uitgedund, anderzijds vereisten de expansie van het rijk vele legioenen – waarvoor men burgers als soldaten nodig had. Daarom wenste hij zich niet tot imperator te laten uitroepen om de macht naar zich toe te trekken, zoals in de jaren van de burgeroorlogen – van Marius over Sulla tot Caesar – steeds weer was gebeurd. Het ging hem erom het imperium (opperbevel) over het gros van het Romeinse leger in een hand te verenigen: het legercliënteel moest worden gemonopoliseerd.

##### De oplossing
Na de verwarring van de voorgaande decennia waren ook de Romeinen, hoewel zij traditioneel tegen elke vorm van alleenheerschappij waren gekant, bereid de militaire macht in de hand van een man te leggen. Octavianus ging daarbij echter zeer slim te werk door niet de koningstitel na te streven, maar door, hoewel slechts formeel, de republiek te herstellen.
Zoals reeds in zijn strijd tegen Antonius bewees Octavianus zich ook bij deze opdracht als een meester van de politieke propaganda. Dit blijkt uit zijn verslag van zijn daden (Res Gestae divi Augusti), waarin hij tegen het eind van zijn leven het volgende beeld van zijn handelwijze ophangt:

Nadat ik de burgeroorlogen beëindigd had en toen ik met instemming van iedereen de hoogste macht in handen had, heb ik in mijn zesde en zevende consulaat (28 en 27 v.Chr.) het bestuur over de staat [rem publicam] vanuit mijn macht weer overgedragen in handen van de senaat en het volk van Rome.
Als dank voor deze weldaad heb ik bij senaatsbesluit de titel 'Augustus' gekregen, (…) Na dit tijdstip stond ik in invloed ver boven ieder ander, maar ik heb niet meer macht gehad dan de mensen die in de verschillende ambten mijn collega waren.
—  Res Gestae divi Augusti 34.

De realiteit achter dit beeld zag er echter anders uit: Augustus eigende zich weliswaar niet de koningstitel toe, maar hij liet bijna al de bevoegdheden van de bestaande republikeinse ambten en instellingen aan zijn persoon toekennen, die hem gezamenlijk een monarchistische, haast koninklijke positie verleenden. Tegelijkertijd maakte deze toe-eigening van republikeinse ambtsbevoegdheden het hem mogelijk zich voor te stellen als gewoon een ambtsdrager van de republiek.

##### Realiteit en propaganda
Octavianus zocht na zijn terugkeer de steun van de oude aristocratische gentes en begon daarom het aanzien van de republikeinse instellingen te verhogen. Hij liet 190 leden van de senaat uitsluiten, die niet als volgens hun stand zijnde werden beschouwd. Tegelijkertijd vulde hij de uitgedunde ranken van de senatoren weer op, door verdienstelijke personen in de patriciërstand te verheffen. Hij noemde zichzelf – als toonbeeld van bescheidenheid – princeps senatus („eerste van de senaat“), een titel die men reeds in vroegere tijden had gegeven aan leden van de senaat en slechts een primus inter pares was, een „eerste onder gelijken“. Daarvan werd de naam principaat afgeleid om de Augusteïsche staatsvorm aan te duiden, wat zoveel betekende als „heerschappij van de princeps“. De nieuwe princeps maakte eind 28 v.Chr. een grote indruk op de bevolking van Rome, toen hij alle wetten uit de tijd van het triumviraat liet opschorten.
Op 13 januari 27 v.Chr. ten slotte, de eerste dag van de zitting, legde Octavianus zijn gehele uitzonderlijke imperium over de provinciae terug in de handen van de „opgeschoonde“ senaat. Daarmee maakte hij van deze weer het centrale staatsorgaan. De republiek was formeel hersteld. Over het algemeen sprak men van de res publica restituta. In zoverre stemden de feiten overeen met Augustus' propagandistische versie.
Al de volgende dag droeg de senaat het imperium over het merendeel van de provinciae die aan de grenzen van het rijk lagen en waarin het merendeel van de legioenen was gelegerd weer over aan Octavianus. Daar Octavianus – die zich liet vervangen door legati Augusti pro praetore – het imperium proconsulare over hen behield, bleef hij aldus militair opperbevelhebber en enige patroon van het legercliënteel – maar was nu echter gelegitimeerd met de zegen van de senaat. De provinciae van het rijk waren voortaan als „keizerlijk“ of „senatoriaal“ te bestempelen.
Een ander republikeins element van de nieuwe staatsordening was het herstel van de jaarlijkse verkiezing van magistraten. Een van de twee consulaten nam de princeps in de daaropvolgende jaren nog regelmatig zelf op. Dit veranderde met de herziening van het principaat op 1 juli 23 v.Chr. Twee jaren lang zou Augustus het consulaat niet op zich nemen. In plaats daarvan liet hij zich de tribunicia potestas voor het leven toekennen, aldus wel de bevoegdheden maar niet het ambt van tribunus plebis – dat hij als lid van de patricische gens Julia trouwens niet eens mocht bekleden – op zich nemend. Daarmee kreeg hij het recht de senaat en de comitiae samen te benoemen, wetten aan deze voor te leggen, zijn veto tegen senatusconsulta (senaatsbesluiten) te gebruiken en aldus de mogelijkheid om consuls bepaalde ambtshandelingen te verbieden. Om ook de magistraten in Rome en Italia aanwijzingen te kunnen geven, werd aan de tribunicia potestas van Augustus alle bijzondere rechten van een consul toegevoegd, die een tribunus plebis niet bezat. De macht van de princeps in Rome en Italia was dus gebaseerd op deze uitgebreide tribunicia potestas. Door het opgeven van het consulaat verloor Augustus echter zijn gezag tegenover de proconsuls en daarmee ook die over de senatoriale provinciae. Om dit op te lossen, liet hij zich een imperium proconsulare maius (groter of hoger imperium proconsulare) toekennen.
Met de herziening van het principaat legde Augustus weliswaar formeel het consulaat neer, maar hij behield feitelijk alle bevoegdheden van een consul. Door af te zien van het consulaat had hij buiten de purperen toga en de corona triumphalis alle uiterlijke tekenen verloren, die op zijn centrale positie wezen. Om dit prestigeverlies goed te maken, werden aan de princeps in 19 v.Chr. de consulaire eretekenen toegekend: zo werd hij weer regelmatig door twaalf lictoren begeleid en mocht hij in de senaat tussen de beide zetelende consuls plaatsnemen. Augustus zag zo ogenschijnlijk af van de absolute macht, doordat hij de senaatsadel eraan liet deelhebben, maar behield in werkelijkheid alle belangrijke functies op politiek en militair vlak door deze bevoegdheden aan zijn eigen persoon te laten toekennen en aldus de feitelijke posten open liet voor anderen.

##### Verlening van de naamAugustus
Het agnomen Augustus (de verhevene), dat de senaat Octavianus op de laatste dag van de zitting van januari 27 v.Chr. verleende, herinnerde aan het augurium, een cultushandeling voor de interpretatie van de wil van de goden, die volgens de legende Romulus en Remus reeds hadden gehouden. De naam plaatste de drager aldus op dezelfde hoogte als de legendarische stichters van Rome en verleende het opperste politieke gezag in de staat een sacraal aura, wat de consuls ten tijde van de republiek niet hadden bezeten. Samen met de nieuwe titel schonk de senaat aan de princeps ook een gouden ereschild (clupeus of clipeus virtutis) waarop de deugden van Augustus werden geprezen (virtus, clementia, iustitia, pietas).
De sacrale waardigheid van de princeps werd verder versterkt, toen in 13 of 12 v.Chr. Marcus Aemilius Lepidus stierf. Augustus' vroegere collega-triumvir had na zijn afzetting slechts het ambt van pontifex maximus mogen behouden. Nu nam Augustus ook dit ambt op; als opperste priester van de Romeinse staatscultus kon hij nu ook de religio Romana naar zijn zin regelen.
Als verder eerbewijs besloot de senaat in 8 v.Chr., de maand Sextilis te hernoemen tot Augustus. Als reden voor de keuze voor deze maand in plaats van Augustus' geboortemaand september werd aangevoerd, dat hij in de maand Sextilis voor het eerst consul was geworden en drie triomftochten had gevierd. Daarnaast markeerde deze maand, waarin Egypte was veroverd, het einde van de burgeroorlogen. De eigenlijke reden kan echter ook geweest zijn, dat de maand Sextilis direct op de naar Caesar genoemde maand Julius volgde.
Op 5 februari van het jaar 2 v.Chr. verleende de senaat Augustus ten slotte de titel pater patriae („vader des vaderlands“), waar hij bijzonder trots op was, want het was meer dan een zuivere eerbetuiging. Veel meer maakte het voor iedereen duidelijk, dat de princeps tegenover alle inwoners van het rijk hetzelfde gezag genoot als dat van de pater familias over de zijnen.

##### Acceptatie van de nieuwe orde
De reorganisatie van het staatswezen werd niet zonder protest door de Romeinen aanvaard. De patricische families van de oude senaatsadel, die Augustus als een parvenu zagen, konden zich in het bijzonder slechts moeilijk verzoenen met hun verlies van de macht. Sommige bronnen zeggen dat Augustus zich in de periode na zijn terugkeer uit het oosten slechts met een borstharnas onder de toga in de senaat waagde en senatoren slechts een voor een en na een grondige fouillering ontving. Een samenzwering zoals die van Maecenas' zwager Aulus Terentius Varro Murena en Fannius Caepio, die in 23 of 22 v.Chr. werd ontdekt, tonen aan dat Augustus' politiek nog lange tijd aanzienlijke tegenstand opriep. Daar het tijdstip van de samenzwering niet precies kan worden gedateerd, is het tot op vandaag de dag onduidelijk, of het de oorzaak of het gevolg van de aanpassingen aan het principaat in 23 v.Chr. was (met name de toekenning van de tribunicia potestas aan Augustus).
Dat het nieuwe systeem uiteindelijk toch werd geaccepteerd, lag zeker ten dele aan het feit dat Augustus respect toonde voor de republikeinse instellingen en de van oudsher overgeleverde rechten en zeden, het mos maiorum. De Romeinen konden weliswaar blijven zeggen dat de oude republiek en haar instellingen in hun vorm waren blijven bestaan, maar de politiek geïnteresseerden zouden Augustus' propaganda zeker hebben doorzien. Uiteindelijk was het simpele feit dat het principaat werkte – in tegenstelling tot bijvoorbeeld Sulla's of Caesars staatsinrichting – doorslaggevend, alsook het feit dat er geen realistisch alternatief voor Augustus was. Een andere, niet te onderschatten factor voor het succes van het nieuwe systeem was de tijd: Augustus regeerde na de verwerving van de alleenheerschappij nog meer dan 40 jaar, langer dan al zijn opvolgers. De Romeinen raakten gedurende zijn lange regering gewend aan de „heerschappij van de eerste burger“. Toen Augustus stierf, was er geen enkele Romein meer in leven, die de oude republiek nog bewust had meegemaakt. Zo werd met het principaat een lange periode van interne vrede en welstand ingezet. Augustus' nieuwe orde zou 300 jaren – tot aan de regering van Diocletianus – standhouden.

#### Economische en sociale reorganisatie

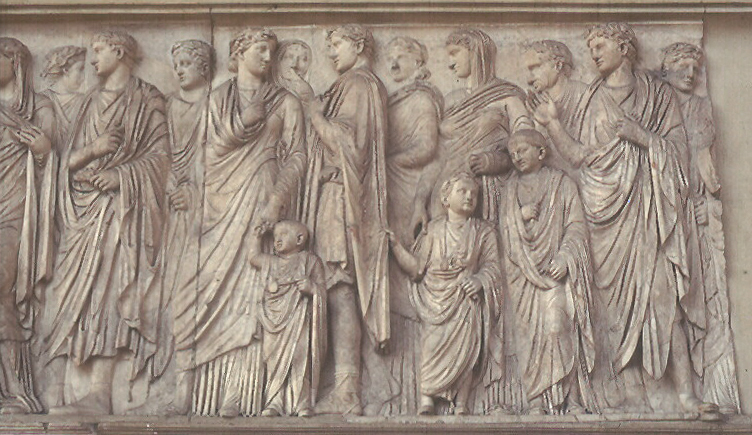
Leden van de domus Augusta (reliëf aan de zuidwand van de Ara Pacis, Rome).

Een even veeleisende opgave als de hervorming van de staatsinstellingen was de in- en externe stabilisering van het rijk: een economische verademing, het herstel van recht en orde in Rome en in de provinciae, en het veiligstellen van de grenzen. De voorwaarden voor een economische impuls waren na Actium beter dan in alle voorgaande eeuwen. Augustus kon meer dan een derde van de ongeveer 70 legioenen ontheffen uit de dienst, hiermee werden ongeveer 80.000 van de 230.000 legionairs, die in 31 v.Chr. nog onder de wapenen waren, op pensioen gestuurd. Een dergelijk groot leger was voor de huidige vredestijd niet enkel te groot en te duur geweest, het zou ook een potentieel gevaar zijn zoveel soldaten onder de wapenen te laten.
Anders dan 12 jaar tevoren behoefde hij voor de afzwaaisommen voor de veterani niet over te gaan tot confiscaties, maar kon hij dankzij de reusachtige buit die hem met de Egyptische staatsschat in handen was gevallen land voor hen kopen. Zo ontstond in Italia en in de provinciae een brede laag van hem getrouwe landbewerkers. Ook zijn aanhangers in Rome – onder andere in de vernieuwde senaat – werden met geld en politieke ambten bedacht. Zo schiep Augustus zelf nieuwe sociale groepen, waarop de staatsorde van het principaat zou rusten.

##### Reorganisatie van deprovinciae
In de provinciae, die tot dan steeds weer door belastingen, troepenlichtingen en doortrekkende legers werden geteisterd, keerde geleidelijk aan een zekere welvaart terug, omdat het principaat rechtszekerheid bracht en vooral omdat het de tot dan toe gebruikelijke plunderingen van de provinciae door magistraten van de republiek tegenging. De magistraten hadden zich steeds aan plunderingen in de provinciae overgegeven als compensatie voor de kosten die ze tijdens hun politieke carrière hadden moeten maken. Dit werd in het principaat opgevangen doordat voortaan gouverneurs een vergoeding kregen van de princeps waardoor ze niet langer de provincialen moesten uitbuiten. De geschiedschrijver Velleius Paterculus vatte de werkzaamheid van Augustus' politiek enkele jaren na diens dood als volgt samen:

De bewerking van de akkers, het eren van het heilige, de gemoedsrust voor de mensen werd hersteld, en ieder is zeker van het bezit van zijn zaken. 
—  Historia Romana II 89.4.

Tacitus, die bekendstaat als een van de scherpste critici van het principaat, erkende de stabilisering van de economische en levensomstandigheden als haar grootste verdienste. Tot op heden geldt Augustus' consolideringspolitiek als een model, waarvan het begrip „Augusteische Schwelle“ (Augusteïsche drempel) een voorbeeld is, dat tegenwoordig in de politicologie wordt gebruikt.
In het begin nam Augustus de reorganisatie van de provinciae zelf op zich. Reeds in de zomer van het jaar 27 v.Chr. vertrok hij voor een meerjarige inspectiereis door het noordwestelijk deel van het rijk. Gallia was sinds de verovering door Caesar aan zichzelf overgelaten. Na de reorganisatie van de verhouding in Gallia veroverde Augustus die gebieden in het noorden van het Iberische schiereiland, die tot dan toe nog niet tot het rijk hadden toebehoord, en integreerde het nieuwe gebied in de provincia Hispania Tarraconensis. Op de terugreis naar Rome in 23 v.Chr. werd Augustus zo ziek, dat zijn omgeving met een mogelijk overlijden rekening hield. Hij zou het uiteindelijk overleven, maar besloot daarop niet langer meer zijn legioenen persoonlijk aan te voeren.

##### Inkomstenhervorming

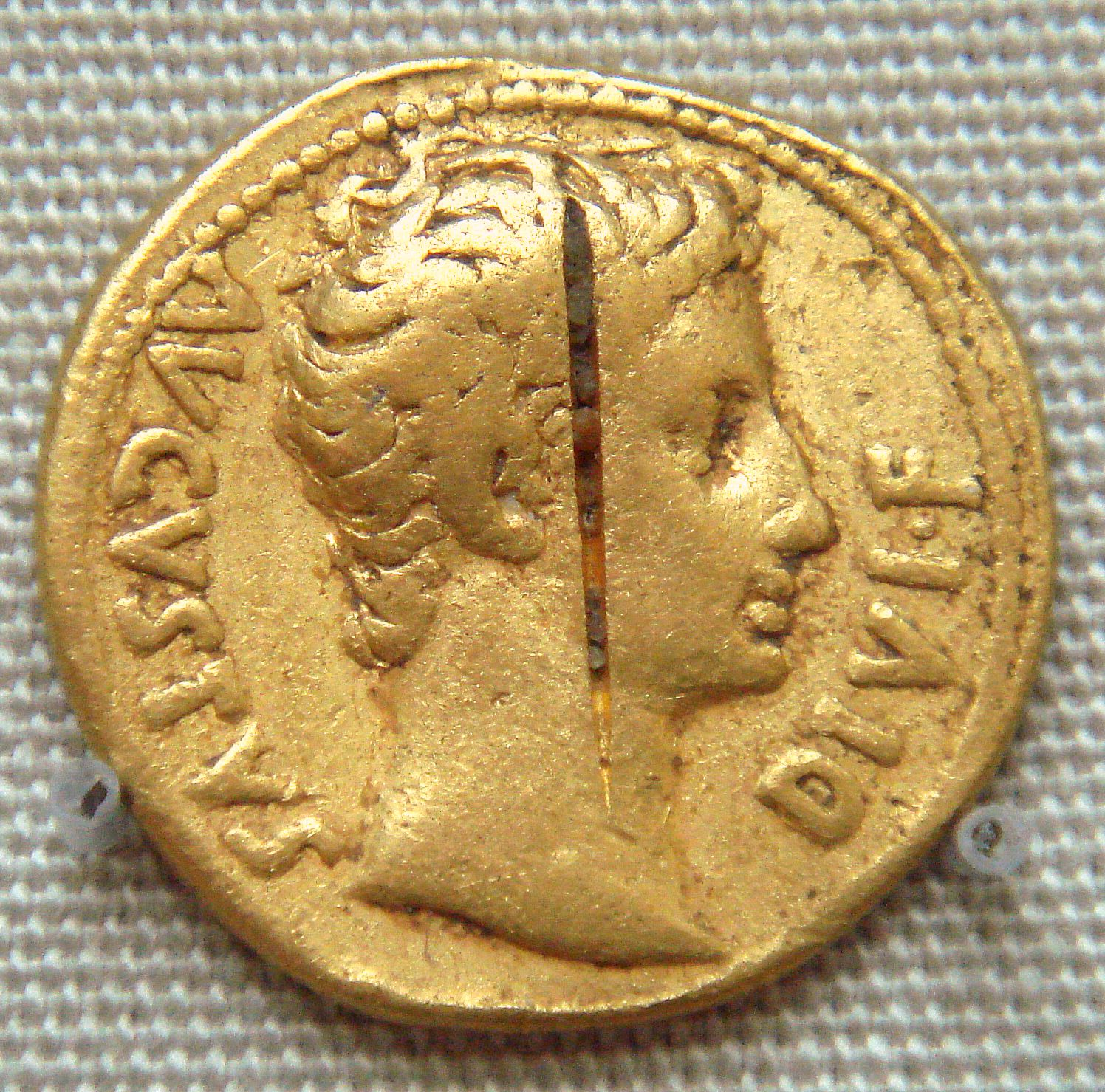
Munt van Augustus gevonden in het Pandyarijk (1e eeuw, British Museum).

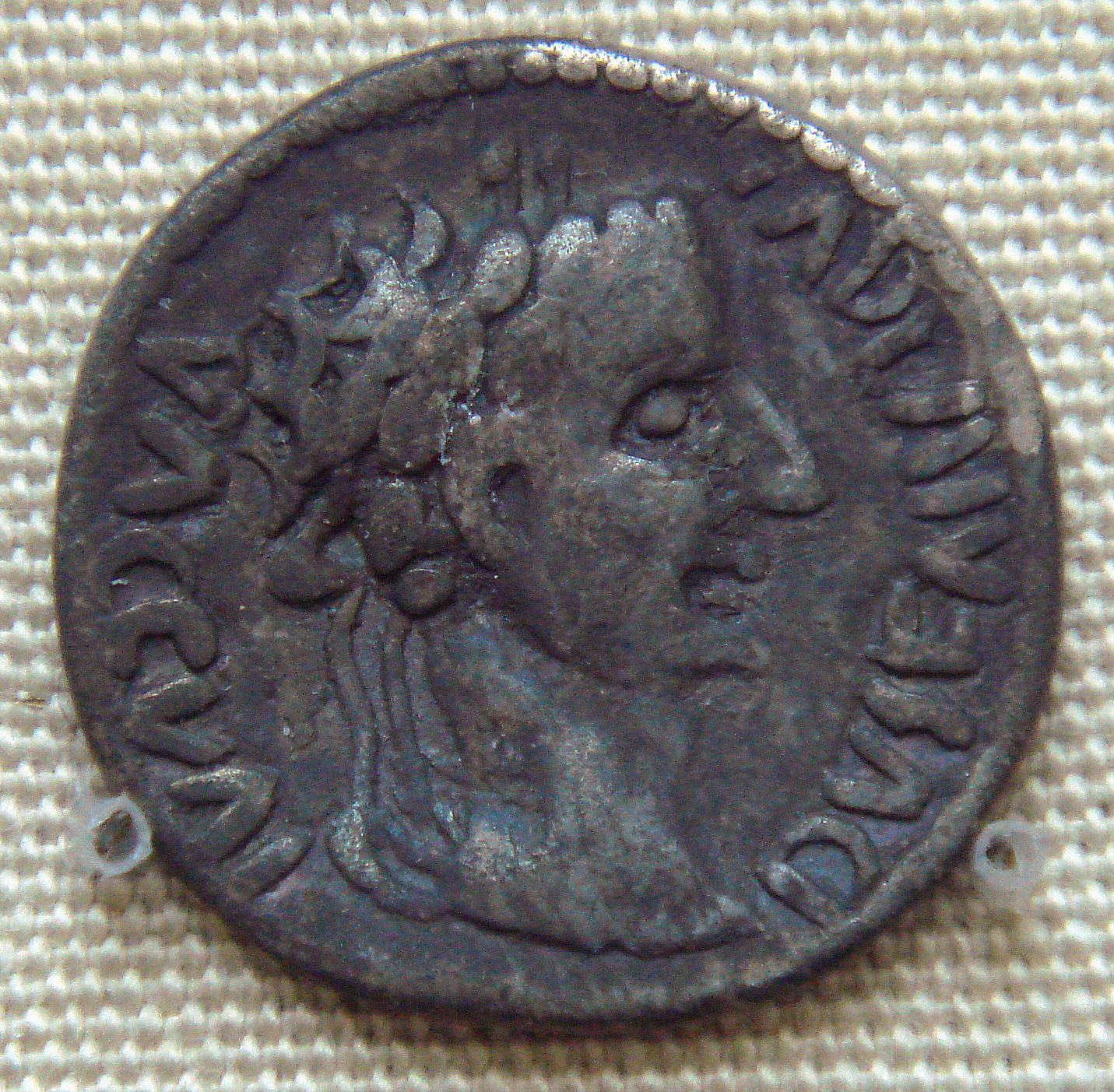
Indische imitatie van een munt van Augustus (1e eeuw, British Museum).

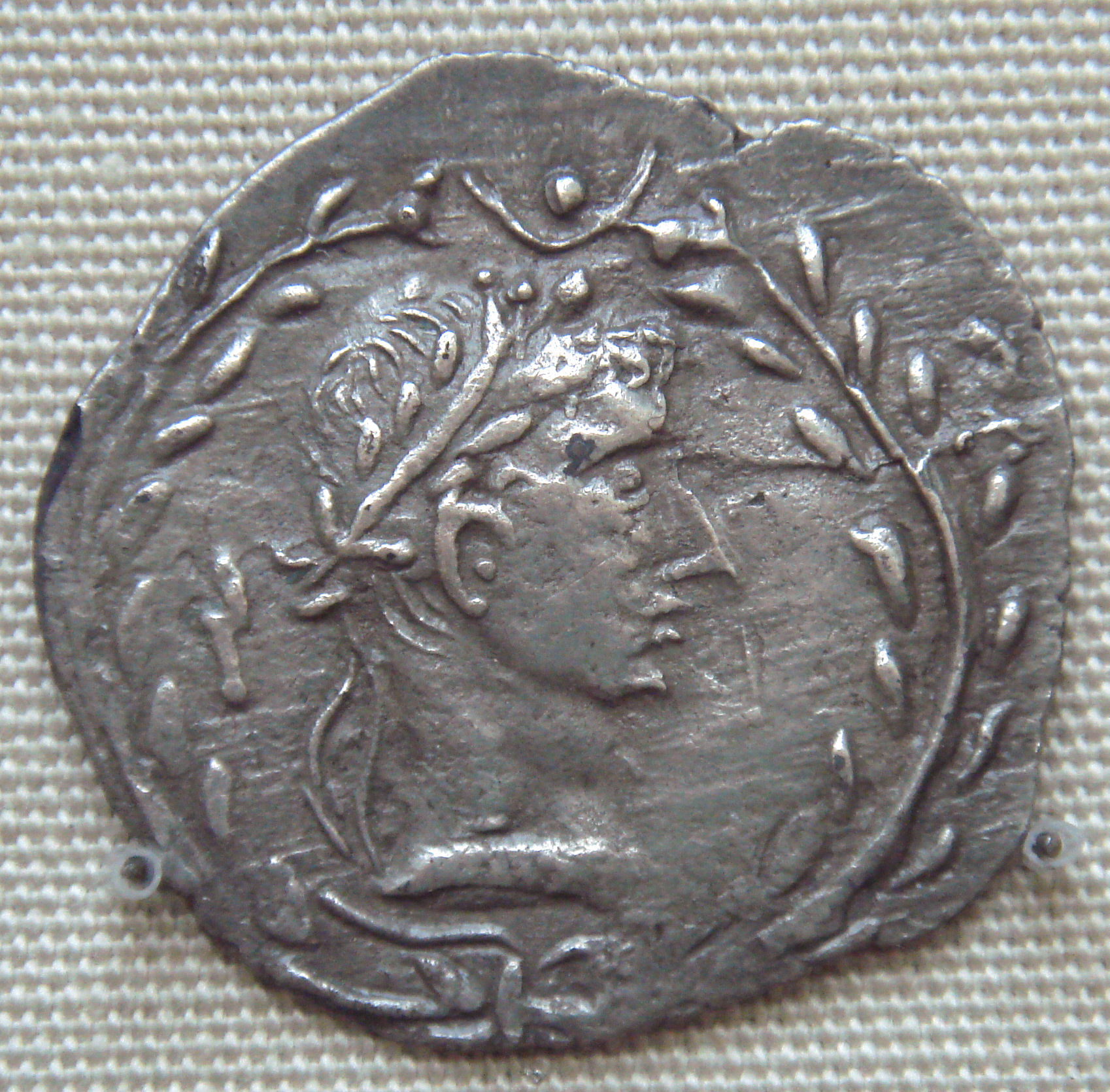
Imitatie van een munt van Augustus uit het Himyarietenrijk (1e eeuw, British Museum).

Augustus' publieke inkomstenhervorming had een geweldige uitwerking op het verdere succes van het Rijk. Augustus stelde voor het merendeel van het rijk consequente, directe belastingen aan Rome in, in plaats van de veeleisend variërende, met tussenpozen en enigszins willekeurige belastingen die elke provincia onder de voorgangers van Augustus moesten opbrengen. Deze hervorming deed de netto-inkomsten voor Rome van zijn provinciae in grote mate toenemen, stabiliseerde deze en regulariseerde de financiële verhouding tussen Rome en de provinciae, in plaats van de provincialen lastig te vallen met steeds nieuwe, willekeurige belastingsvorderingen. De belastingen werden door Augustus vastgesteld op basis van een census (volkstelling), waarbij quota voor elke provincia afzonderlijk werden vastgelegd. De burgers van Rome en Italië betaalden indirecte belastingen, terwijl directe belastingen van de provincies werden geëist. Indirecte belastingen omvatten 4% belasting op de prijs van slaven, 1% belasting op geveilde goederen en 5% belasting op de erfenis van landgoederen met een geschatte waarde van meer dan 100.000 sestertii door niet-naaste verwanten.
Een evenzeer belangrijke hervorming was de afschaffing van de publicani (belastingspachters), die werden vervangen door bezoldigde belastingsontvangers. Publicani (d.i. privéondernemers) die de belastingen inden waren de norm geweest ten tijde van de republiek en sommigen waren machtig genoeg geworden om het aantal stemmen van politici in Rome te beïnvloeden. De belastingspachters waren berucht om hun plunderingen, evenals om hun grote rijkdom, die ze hadden verworven door het recht te winnen om in een bepaalde provincia belastingen te innen. De inkomsten voor de staat Rome zelf bestonden uit de opbrengst van het opbod om belastingen te mogen innen en de winst van de belastingspachters bestond uit de bijkomende bedragen die zij met de zegen van Rome met geweld uit de bevolking konden wringen. Het tekort aan doeltreffend toezicht, gecombineerd met het verlangen van de belastingspachters om hun winst te maximaliseren, had een systeem van willekeurige belastingvorderingen voortgebracht dat dikwijls wreed was tegenover de belastingbetalers, dat wijd en zijd als oneerlijk werd beschouwd, en schadelijk was voor investering en de economie.
Door Augustus' verovering van Egypte en de omvorming ervan tot zijn persoonlijke provincia Alexandria et Aegyptus konden de enorme landrentes van dit land worden aangewend voor de werking van het rijk. Daar het als het ware als het privébezit van Augustus werd beschouwd in plaats van een provincia van het rijk, werd het deel van het zogenaamde patrimonium Augusti dat diens opvolgers zouden erven. In plaats van een legatus Augusti pro praetore of een proconsul stelde Augustus iemand uit de stand van de equites aan als praefectus Alexandreae et Aegypti om Egypte te beheren en haar lucratieve zeehavens te controleren. Deze positie werd dan ook het hoogste ambt voor een eques, buiten dat van praefectus praetorio, en werd enkel toegekend aan personen waarop de princeps volledig kon vertrouwen. Het zeer vruchtbare land van Egypte bracht enorme opbrengsten voort die Augustus en zijn opvolgers ter beschikking stonden om publieke bouwwerken en militaire expedities mee te bekostigen, alsook om het volk panem et circenses (“brood en spelen”) aan te bieden.

##### Morele politiek

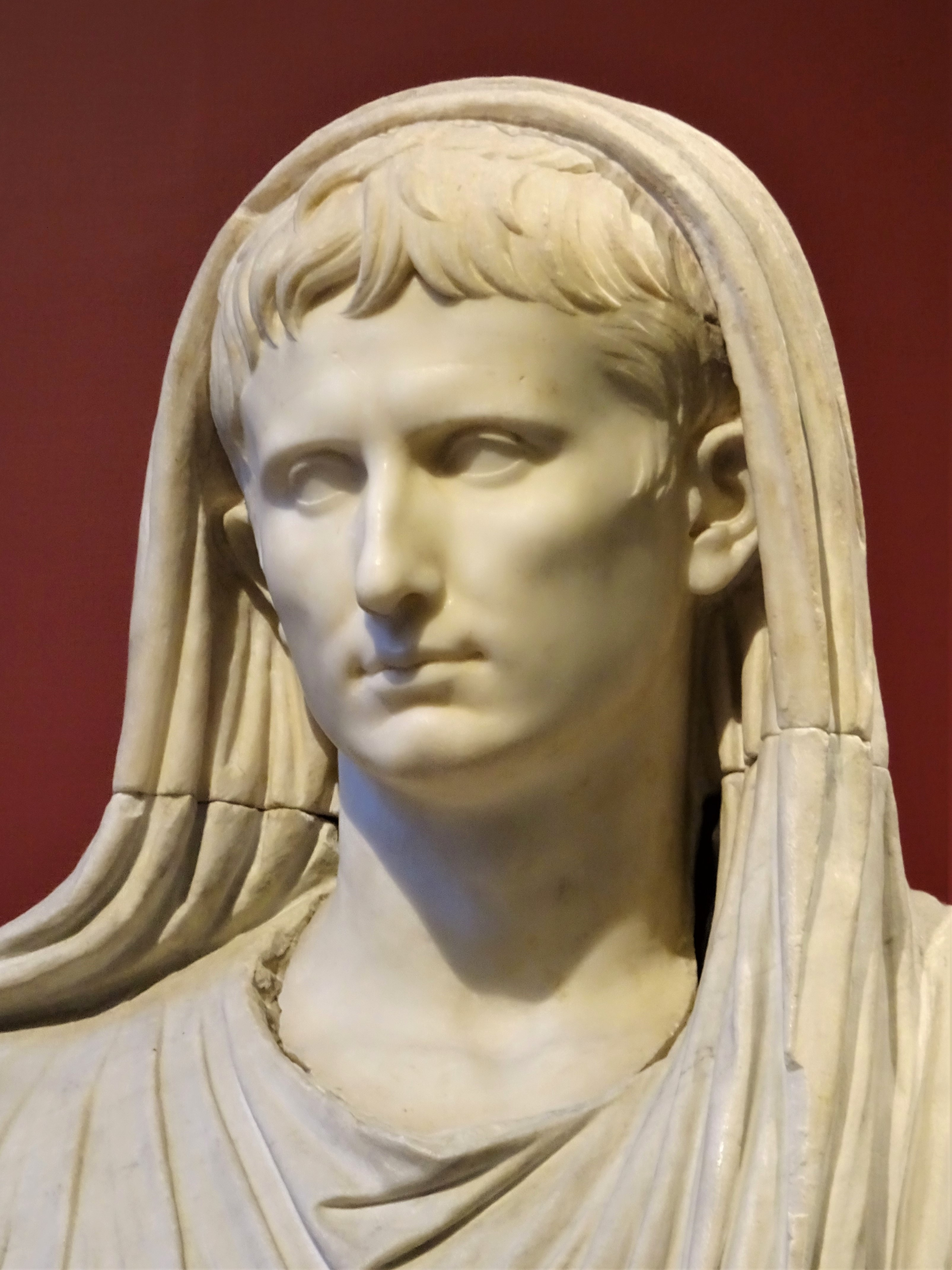
Augustus als Pontifex Maximus (Museo Nazionale Romano, ca. 20 v.Chr.).

Hoewel hijzelf in de jaren van zijn opkomst niet echt een voorbeeld van oud-Romeinse deugd was geweest – de gedwongen scheiding van de zwangere Livia van haar eerste echtgenoot is hiervan een voorbeeld – zag hij nu in het aanhalen van traditionele waarden een middel de morele verwarring als gevolg van de burgeroorlogen te helen.
De waardigheid en autoriteit van de princeps vereisten natuurlijk, dat Augustus en zijn familie het goede voorbeeld gaven. Dit leidde uiteindelijk tot onenigheid met zijn dochter Julia, die zich niet aan de nieuwe moraal van haar vader wenste te onderwerpen. In 2 v.Chr. liet Augustus haar daarom zelf voor de senaat voor echtbreuk aanklagen en naar het kleine eiland Pandateria verbannen. Negen jaar later, in 8 n.Chr., overkwam de dichter Publius Ovidius Naso, de schrijver van de Ars Amatoria („Liefdeskunst“), hetzelfde lot: hij werd naar Tomis aan de Zwarte Zee verbannen.
Het propagandistische beeld van de princeps als trouw zorgende oud-Romeinse patronus, die over het welzijn van de zijnen waakt, vond zijn zichtbare uitdrukking in een omvangrijk bouwprogramma in Rome (publica magnificentia). Daartoe behoorden utiliteitsgebouwen zoals aquaducten en een reusachtige zonnewijzer, maar het waren vooral representatiegebouwen zoals het Forum Augusti, het theatrum Marcelli en talrijke tempels (onder andere de tempel van Mars Ultor), die tot doel hadden, de Romeinen de macht en autoriteit van Augustus voor ogen te houden. De princeps spreekt in zijn Res Gestae van 82 tempels, die hij in een jaar zou hebben laten restaureren, en Vergilius vermeldt in zijn Aeneis dat Augustus alles tezamen 300 tempels zou hebben laten bouwen.
In 18 v.Chr. zou Augustus met de lex Iulia de maritandis ordinibus et de adulteriis coercendis mannen tussen 25 en 60 en vrouwen tussen 20 en 50 verplichten te huwen en kinderen te verwekken, zij het met weinig succes. Om het geboortecijfer weer omhoog te krijgen stelde Augustus ook wetten in die het interessant maakten om kinderen te krijgen. Zo kreeg een gehuwd man voorrang bij de verdeling van ambten, kinderen werden in rekening gebracht bij het toewijzen van "senatoriale" provinciae en per kind mocht hij één jaar aftrekken van de vooropgestelde minimumleeftijd voor ambten. Tot slot was het hebben van kinderen ook een pluspunt om gecoöpteerd te worden voor een door de dood van de houder ervan vacant geworden ambt. In 9 n.Chr. liet hij door de lex Papia Poppaea echter wel een huwelijk met vrijgelatenen toe, zij het niet voor mensen van senatoriale rang.

#### Bouwprojecten en infrastructuuronderhoud
Augustus zette in heel het rijk bouwprojecten op, hierbij vaak geruggensteund door zijn vriend en rechterhand Marcus Vipsanius Agrippa. Deze laatste ontwierp enkele van de beroemdste Augusteïsche bouwwerken. Ook hield hij zich bezig met het onderhoud van de bestaande infrastructuur. Dit blijkt uit het gegeven dat toen Agrippa in 12 v.Chr. overleed, Augustus op zoek moest naar iemand om de watertoevoer naar Rome te onderhouden, daar Agrippa, ook nadat hij niet langer aedilis plebis was, instond voor het onderhoud en dit uit eigen zak betaalde. In 11 v.Chr. wist Augustus een systeem te creëren waarbij de senaat drie van haar leden aanduidde als curatores aquarum, die instonden voor de watervoorraad en het onderhoud van de aquaducten. Laat in zijn regering zette Augustus een soortgelijk systeem op voor het onderhoud van publieke gebouwen en tempels voor de staatscultus, waarbij twee senatoren werden aangesteld als curatores aedium sacrarum et operum locorumque publicorum. Hij stelde daarnaast ook twee curatores viarum aan die instonden voor het onderhoud van de heerwegen en die hiervoor nauw samenwerkten met lokale ambtenaren en aannemers voor regelmatige herstelwerkzaamheden aan het wegdek. In de architectuur van Rome onder Augustus en zijn opvolgers, zou de Korinthische orde steeds vaker gebruikt worden (onder andere voor de tempel van Mars Ultor).

#### Buitenlands beleid en beveiliging van de grenzen

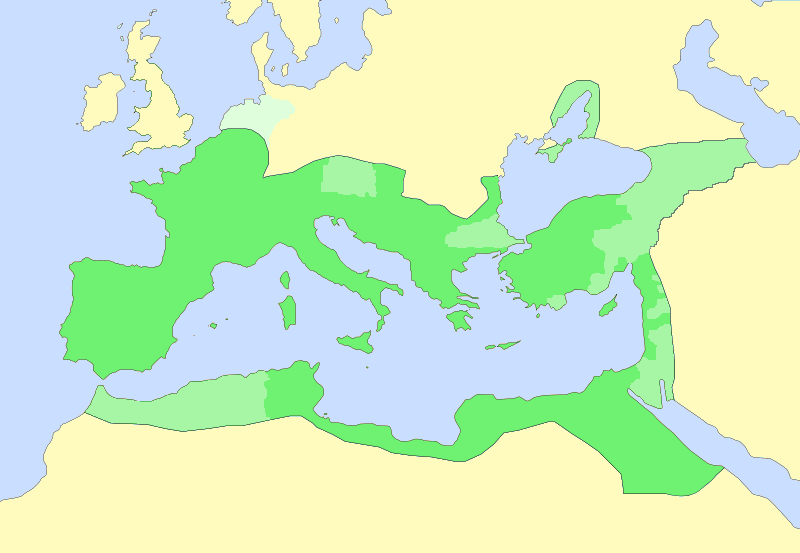
Het Romeinse Rijk onder Augustus:
provinciae
cliënteelstaten
Germania Magna

Augustus' buitenlands beleid werd lange tijd als defensief beschouwd. Historici van de 19e eeuw zagen in dit beleid slechts een consolidering en beveiliging van de rijksgrenzen. Deze visie werd nog versterkt door het feit dat Augustus het plan van Caesar voor een veldtocht tegen het Parthenrijk niet opnieuw opnam. Een demonstratie van zijn militaire macht tegenover de buren in het zuidoosten volstond om de Parthenkoning Phraates IV in 20 v.Chr. een grensregeling te doen bedingen en hem te brengen tot de teruggave van de in de slag bij Carrhae in 53 v.Chr. buitgemaakte legioensadelaars, die een grote symbolische waarde hadden. In Rome werd dit als een grote militaire zege gepropageerd, terwijl het in werkelijkheid een vreedzame oplossing was geweest.
De inlijving van Egypte verliep vrijwel probleemloos. In 25 v.Chr. verwierf Rome de nieuwe provincia Galatia in Klein-Azië op grond van een testamentaire beschikking van de laatste Galatenkoning Amyntas. Hierdoor werden ook een hele reeks nieuwe cliënteelstaten zoals Armenië, Cappadocië en Mauretania afhankelijk van Rome.
Toch is het idee van een principieel vreedzaam, defensief buitenlands beleid niet vol te houden. Geen enkel republikeins veldheer of princeps had voor het Romeinse Rijk zo'n groot gebied ingelijfd als Augustus – en dit vooral door militaire verovering. Nadat in 17 v.Chr. tijdens de ludi Saeculares in Rome nog de vrede van het principaat was gevierd, ging het rijk in het daaropvolgende jaar weer tot het offensief over. De reden hiervoor is nog steeds onduidelijk. Mogelijk begon het als kleinere grensschermutselingen met Germaanse stammen, wat eindigde met uitgebreide militaire operaties aan de noordoostelijke grenzen en de inlijving van niet minder dan vijf nieuwe provinciae.
Van de oostgrenzen van Gallia, de Alpen en het Dalmatische kustgebergte werden de rijksgrenzen tot aan de Donau en de Rijn, een tijdlang zelfs tot aan de Elbe vooruit geschoven. Ten zuiden van de Donau werden de nieuwe provinciae Raetia, Noricum, Pannonia, Illyricum en Moesia ingericht. In deze tijd, in 15 v.Chr., werd onder andere Augusta Vindelicorum gesticht, het huidige Augsburg, waarvan de naam naar de princeps verwees. Aan de strategisch belangrijke Via Claudia Augusta gelegen, werd het later de hoofdstad van de provincia Raetia.
De verovering van het op de rechteroever van de Rijn gelegen Germania Magna eindigde echter in een militaire catastrofe. De verovering was reeds onder Augustus' stiefzoon Drusus ver doorgedreven en werd na diens dood in 9 v.Chr. door Tiberius met succes voortgezet. In 9 n.Chr. echter vernietigde een door de Cheruskenvorst Arminius begonnen bond van Germaanse stammen drie legioenen onder het bevel van Publius Quinctilius Varus. De Varusslag werd waarschijnlijk aan de noordrand van het Wiehengebergte uitgevochten, dat in de Romeinse bronnen saltus Teutoburgiensis werd genoemd. De zware nederlaag was de voorbode van een guerrilla, die tot zware verliezen leidde aan Romeinse zijde en leidde uiteindelijk tot het terugtrekken van de Romeinse troepen tot de Rijn-Donau-linie en de aanleg van de limes.

#### De opvolgingskwestie

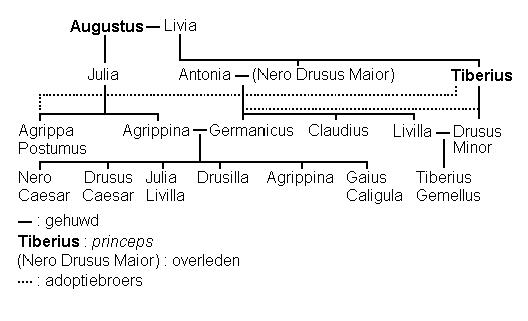
De leden van de Julisch-Claudische dynastie in 14 n.Chr.

Hoewel Augustus in bijna alle bronnen over zijn leven als goed uitziend man wordt afgeschilderd, had hij sinds zijn kindheid een zwakke gezondheid. Hij overleefde ternauwernood verscheidene ernstige ziekten, onder andere in het jaar 23 v.Chr., en het viel dan ook niet te voorzien dat hij de voor die tijd zeer hoge leeftijd van bijna 76 jaar zou bereiken. Voor zijn streven om de nieuw geschapen machtsorde duurzaamheid te verlenen, was de opvolgingskwestie van ongelooflijk belang. Terwijl zijn vrouw Livia een van haar zonen van Tiberius Claudius Nero op de troon wilde zien, zette Augustus het plan door de opvolging in de eigen, Julische familie te verzekeren. Daar hij geen zonen had, dwong hij zijn dochter Julia meerdere opvolgingskandidaten na elkander te huwen.
Julia's eerste huwelijk vond plaats in het jaar 25 v.Chr. met Marcellus, de zoon van Augustus' zus Octavia en haar eerste man. De voorkeursbehandeling van zijn neef kon occasionele spanningen doen vermoeden tussen Augustus en zijn trouwe vriend en generaal Agrippa, die zelf enige hoop kon koesteren op de opvolging. Maar Marcellus stierf, amper 20 jaar oud, aan het eind van 23 v.Chr. en Agrippa gold nu als meest veelbelovende opvolgingskandidaat. Augustus drong er bij zijn oude vriend in 21 v.Chr. op aan, zich van zijn toenmalige vrouw te scheiden en de 25 jaar jongere Julia te huwen. Uit dit huwelijk kwamen twee dochters en drie zonen voort, Gaius Vipsanius Agrippa, Lucius Vipsanius Caesar en de na de dood van zijn vader geboren Agrippa Postumus. Ten laatste vanaf Agrippa's dood in 12 v.Chr. trachtte Augustus zijn twee oudste kleinzonen als zijn gewenste opvolgers naar voren te schuiven. Daarom had hij ze reeds toen Agrippa nog leefde als zijn zonen geadopteerd.

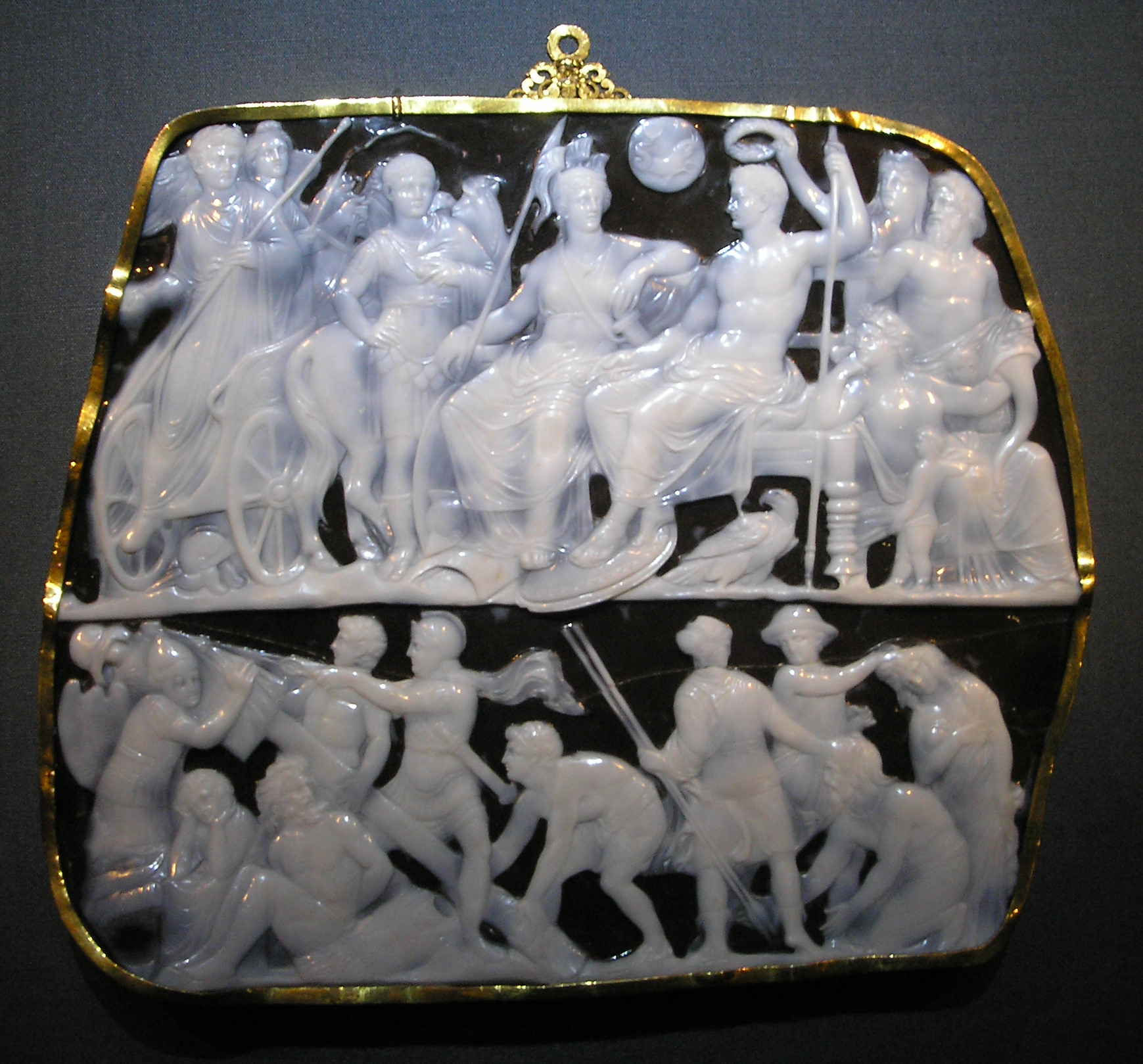
De Gemma Augustea (ca. 10 n.Chr.) toont Augustus als Jupiter, die gezeten tussen de goden de zegerijke Tiberius ontvangt
(Kunsthistorisches Museum Wien).

Augustus' twee kleinzonen waren in 12 v.Chr. echter nog te jong om hem op te volgen in het geval hij plots zou overlijden. Totdat zijn beoogde opvolgers oud genoeg waren en aan het Romeinse volk konden worden voorgesteld, moest de princeps een plaatsvervangend opvolger hebben. Deze zou Augustus bij zijn regeringstaken kunnen ondersteunen en – indien nodig – hem opvolgen. Deze rol, die eens door Agrippa was vervuld, zou nu aan Tiberius toevallen. Augustus dwong hem van zijn vrouw Vipsania, een dochter van Agrippa, te laten scheiden, zodat hij met Augustus' dochter Julia kon trouwen. Tiberius was echter nooit Augustus' eerste keus als opvolger. Hij maakte duidelijk dat Tiberius slechts een „plaatsvervanger“ voor zijn kleinzoons was en slechts voor een overgangsperiode als opvolger dienst zou doen. Dit leidde tot onenigheid tussen Augustus en Tiberius, wiens gedwongen huwelijk met Julia al snel op de klippen liep. Hij legde daarom in 5 v.Chr. alle ambten neer en trok zich terug op Rhodos. Het kwam pas tot een verzoening nadat Lucius en Gaius Caesar kort na elkaar, in 2 en 4 n.Chr., waren gestorven en Julia wegens haar levenswandel uit Rome was verbannen. Daar Tiberius' broer Drusus reeds in 9 v.Chr. bij een krijgstocht in Germania was omgekomen, bleef slechts Tiberius als opvolger over.
Augustus adopteerde Tiberius op 26 juni van het jaar 4 n.Chr., twee dagen na het populistische festival van Fors Fortuna, samen met zijn laatste nog levende kleinzoon Agrippa Postumus. Maar deze laatste liet hij drie jaar later op niet geheel duidelijke gronden naar het eiland Planasia bij Elba verbannen, waar hij direct na Augustus' dood werd geëxecuteerd. Tiberius moest voor zijn eigen adoptie de oudste zoon van zijn overleden broer Drusus adopteren: Germanicus. Deze achterneef van Augustus behoorde als kleinzoon van Octavia zowel tot de gens Julia als de gens Claudia. Daar Tiberius reeds een zoon, Drusus minor had, werd er door de adoptie van Germanicus ervoor gezorgd dat ook de tweede generatie werd veilig gesteld. Na deze adopties liet Augustus zijn adoptiefzoon Tiberius in 4 n.Chr. de tribunicia potestas toekennen. In 13 n.Chr. liet Augustus hem ook het imperium proconsulare maius toekennen, waarmee hij Tiberius ondubbelzinnig aanwees als enig mogelijke opvolger.

#### Dood en begrafenis
In de zomer van het volgende jaar ondernam de princeps een reis, die hem over Capri naar Beneventum zou voeren. Hij leed echter al op Capri aan diarree, maar reisde nog verder door naar het vasteland bij Napels en liet zich naar Nola brengen. Daar werd hij vermoedelijk in hetzelfde huis ondergebracht waar 71 jaar tevoren zijn vader Gaius Octavius was gestorven. In dat huis overleed Augustus in het bijzijn van zijn echtgenote Livia en een aantal toegesnelde hoogwaardigheidbekleders op 19 augustus 14 n.Chr., op dezelfde dag als waarop hij 50 jaar daarvoor zijn eerste consulaat had aanvaard. Volgens Suetonius ging Augustus, die in zijn leven zovele maskers had gedragen, heen met een formule op de lippen, die komedianten aan het einde van een stuk plachten te zeggen: „en als het u goed is bevallen, klap dan voor het stuk en doe ons allen uitgeleide met applaus.“ Hij zou vervolgens nog geïnformeerd hebben hoe het gesteld was met Julia, het dochtertje van Drusus minor, dat ziek was. En zijn laatste woorden zouden volgens diezelfde auteur de volgende geweest zijn: „Livia, leef voort indachtig ons huwelijk. Vaarwel.“
Augustus' lichaam werd op het Campus Martius in Rome verbrand en zijn as werd bijgezet in het prachtige mausoleum van Augustus, dat hij daar voor zichzelf en zijn familie had laten optrekken. Nadat een zekere Numerius Atticus, die praetor was geweest, onder ede had verklaard dat hij Augustus ten hemel had zien opstijgen, werd Augustus vergoddelijkt (divus). Aan de cultus van de Divus Augustus (Vergoddelijkte Augustus) werd een tempel tussen het Capitool en de Palatijn gewijd. De cultus viel toe aan een collegium van 21 priesters, de Augustales, waarin uitsluitend de voornaamste leden van de senaat en de domus Augusta werden opgenomen. Ook zijn echtgenote, die hij bij testament had laten adopteren, zou zijn cultus verzorgen.

## Namen en titel van Augustus
De geboortenaam van de latere Augustus was Gaius Octavius. Volgens Suetonius droeg hij oorspronkelijk het cognomen Thurinus. Cassius Dio vermeldt Kaipias als een ander, echter weinig vermeld cognomen van Gaius Octavius (Ὀκτάουιος Καιπίας). Na de testamentaire adoptie door Caesar nam hij in het jaar 44 v.Chr. officieel diens naam aan (Gaius Iulius C. f. Caesar). Het was gebruikelijk om na een adoptie de voormalige nomen gentile om te vormen tot een agnomen. Dat deden ook auteurs als Cicero, maar zelf heeft Augustus het agnomen Octavianus waarschijnlijk nooit gebruikt. Zijn fortuin berustte op de naam Caesar. Toch gebruikt de moderne geschiedwetenschappelijke literatuur voor de tijd van zijn opkomst meestal de naam Octavianus, om hem van Gaius Julius Caesar te onderscheiden.
Na de officiële apotheose van Gaius Julius Caesar in het jaar 42 v.Chr. luidde de nieuwe naam van zijn adoptiefzoon Gaius Julius Divi filius Caesar. Na de aanvaarding van het praenomen Imperator – mogelijk in 38 v.Chr., maar niet later dan in 31 v.Chr. - verving Augustus het nomen gentile Julius door Caesar (Imperator Caesar Divi filius).
Op 16 januari 27 v.Chr. verleende de Senaat hem de erenaam Augustus, zodat zijn volledige naam nu Imperator Caesar Divi filius Augustus was. Het agnomen Augustus („de verhevene“) zou net zoals Caesar bij het regeringsaantreden van Claudius een bestanddeel van de vaste titulatuur van de princeps worden.

## De Augusteïsche periode

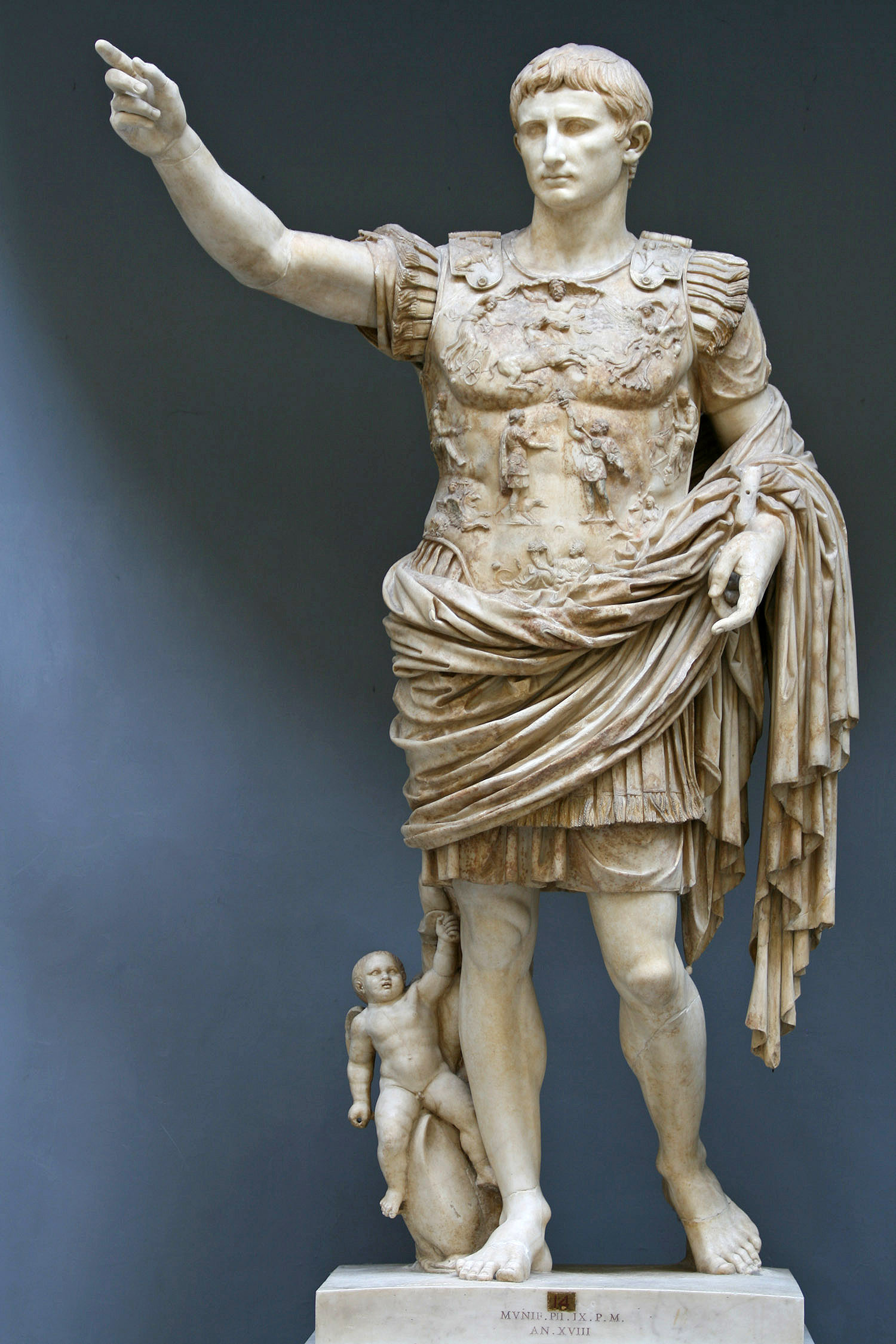
De Augustus van Prima Porta
(Vaticaanse musea).

Reeds tijdgenoten van Augustus beschouwden hun eigen tijd als "Apollinische era", gevormd door Apollo, de god van het licht, de kunst en de muziek, de wijsheid en de profetie, voor wie de princeps een heiligdom bij Actium en bij zijn eigen huis op de Palatijn in Rome oprichtte.
Een voorbeeld van de verering die de princeps reeds tijdens zijn leven te beurt viel, is het cultuslied van Horatius:

het rund trekt immers ook veilig zijn weg door de velden,

Ceres en vruchtbare Faustitas laten de velden gedijen,

in rust zeilen over de zee de schippers;

schuldigen vrezen de rechtszekerheid,

(…)

Wie vreest de Parth, wie de ijskoude Scyth,

wie deze die het afschrikwekkende Germania voortbrengt

zolang Caesars leven ongedeerd is? Wie de zwaarden

waarmee de Iberiërs oorlog voeren?

(…)

De regeringstijd van de eerste princeps van Rome werd na zijn dood gezien als de periode van de Pax Augusta, de Augusteïsche vrede. In vergelijking met de voorgaande eeuw en de regering van vele van zijn opvolgers bracht de Augusteïsche periode – het Saeculum Augustum – Rome, Italia en de meeste provinciae inderdaad een langdurige periode van interne vrede, stabiliteit, zekerheid en welstand. Na de verwoestingen van de burgeroorlogen bloeide de economie nu op.
Dat gold eveneens voor kunst en cultuur. Deze periode bracht dichters voort zoals Vergilius, Horatius, Ovidius en Propertius, geschiedschrijvers als Titus Livius en architecten als Vitruvius. De princeps zelf waagde zich aan een tragedie, maar vernietigde zijn drama Ajax, daar hij zich bewust was van de onvolmaaktheid ervan, met de opmerking: „Mijn Ajax heeft zich in een spons gestort.“
Augustus zou aan het eind van zijn leven hebben verklaard dat „hij in marmer naliet, dat wat hij heeft ontvangen in zongebakken steen“. Indrukwekkende architectonische getuigen van deze tijd zijn tot op heden bewaard gebleven, zoals het theater van Marcellus, het door Agrippa gebouwde en onder Hadrianus herbouwde Pantheon, het mausoleum van Augustus en de Ara Pacis. Al deze monumenten dienden tevens als propaganda voor Augustus en zijn familie.
Dit beeld, dat de princeps met dergelijke bouwwerken de Romeinen wilde voorhouden, stond in contrast met de ten laatste sinds 16 v.Chr. onafgebroken oorlogen, die aan de grenzen van het rijk werden gevoerd. Het rijk breidde onder Augustus meer uit dan ooit tevoren en zou ook nooit meer zo'n grote expansie kennen. Naast het rijke Egypte en Galatia werden de gebieden aan de Rijn en de Donau verder veilig gesteld, wiens verovering slechts met die van Gallia door Caesar valt te vergelijken.
Van oorlog was na 31 v.Chr. echter weinig te merken in Rome en de provinciae. Vrede en welstand zagen ook tijdgenoten als belangrijkste kenmerken voor deze periode. Dit was de reden, waarom ze zich ten slotte bij de invoering van het principaat en het einde van de oude republiek neerlegden, want een poging tot herstel van de oude republiek zou onvermijdelijk tot een nieuwe burgeroorlog hebben geleid.

## Het historisch onderzoek naar Augustus
Het Augustusbeeld is door de eeuwen heen onderhevig geweest aan constante veranderingen en invloeden, die met de persoon en de politiek van de princeps zelf weinig of niets te maken hebben. Sinds de late oudheid en middeleeuwen hebben christenen steeds weer gepoogd de pax Augusta met de pax Christiana te vereenzelvigen, daar Jezus van Nazareth in de Augusteïsche periode was geboren. Ook in de nieuwe tijd wilden politici uit vaak zeer verschillende motieven opnieuw parallellen trekken tussen de eigen tijd en die van Augustus. Tijdens de Franse Revolutie werd bijvoorbeeld de oprichting van de Directoire na de Terreur van de jakobijnen in het jaar 1794 met de instelling van het principaat vergeleken. In de 20e eeuw leden de Italiaanse fascisten aan een regelrechte Augustusgekte. Ook in nazi-Duitsland trachten talrijke oud-historici, waaronder Wilhelm Weber, de heerschappij van Augustus als voorbeeld voor de zogenaamde nationale Erneuerung door het „Führerprinzip“ voor te stellen.
De oud-historicus Theodor Mommsen zag Augustus' principaat niet als mon-, maar wel als diarchie, gedeeld door de senaat en de princeps. Ronald Syme daarentegen zag Augustus als een dictator (in de huidige betekenis van het woord). Net zoals Mussolini – maar onder andere voortekenen – zag hij in zijn opkomst parallellen met het opkomende fascisme. Ook aan Augustus' regime was een revolutie voorafgegaan, hijzelf een partijman, die gesteund door geld en wapens de oude heersende klasse opzij schoof en door een nieuwe verving. Als berekend machtsmens heeft hij de oude vervallen republiek ten grave gedragen, om onder een schijnbaar republikeinse façade een alleenheerschappij te vestigen. Ronald Syme's in 1939 verschenen werk The Roman Revolution geldt als uitgangspunt van het moderne Augustus-onderzoek, vooral op grond van zijn uitgebreide materiaal. De historicus Jochen Bleicken, die de huidige toonaangevende Duitstalige Augustus-biografie heeft geschreven, is kritisch, maar niet afkeurend over de princeps: in de oude geschiedenis kunnen slechts Alexander en Caesar aan de daden van Augustus tippen. Toch kan men hem niet met deze „groten“ gelijkstellen, daar deze zich op grond van hun militaire kwaliteiten wisten te onderscheiden. Augustus was daarentegen vooral de wegwijzende „Baumeister des Römischen Kaiserreichs“ (bouwmeester van het Romeinse keizerrijk) en „Erzieher“ (leermeester) van de nieuwe elite van het principaat. Van enige huichelarij van de kant van Augustus of een façadenkarakter van zijn regime kan geen sprake zijn. Ook Klaus Bringmann maakt in zijn actuele Augustus-biografie een alles tezamen genomen positieve balans op van de regeringstijd van de eerste princeps van Rome: anders dan Ronald Syme ziet hij in diens daden het bewijs, dat het bezit van de macht voor Augustus geen doel op zich was. Men dient er bij Syme echter rekening mee te houden dat zijn visie is beïnvloed door de tijd waarin hij leefde. Het is waarschijnlijk dat hij Augustus als een soort proto-fascist zag.

## Werken
- Res Gestae divi Augusti, een door Augustus opgesteld verslag van zijn daden, waarvan een transcriptie moest worden aangebracht op bronzen platen voor zijn mausoleum;
- Rescripta Bruto de Catone, een antwoord aan Brutus over Cato, waarmee hij diens eulogie op Brutus beantwoordde;[53]
- Hortationes ad Philosophiam, aansporingen aan de filosofie, waarmee hij de studie van de filosofie wenste te bevorderen;[53]
- De vita sua, een autobiografie, die in dertien boeken de periode tot aan de Cantabrische oorlog behandelde, maar praktisch volledig verloren is gegaan;[53]
- Memoria Vitae Drusi, een biografie van zijn overleden stiefzoon Drusus;[54]
- Sicilia, verloren gegaan epos in hexameters, enkel bij Suetonius vermeld;[47]
- Epigrammatum, een werk dat hij merendeels in bad zou hebben geschreven;[47]
- Ajax, tragedie, door Augustus zelf vernietigd.[47]
- Privébrieven (fragmentarisch bewaard gebleven), onder andere aan familieleden en literaire figuren

## Lijst met voorouders
|  |                                |  |  |  |  |  |  |  |  |  |  |  |  |  |  |  |
|  | 16. Gnaeus Octavius Rufus      |  |  |  |  |  |  |  |  |  |  |  |  |  |  |  |
|  |                                |  |  |  |  |  |  |  |  |  |  |  |  |  |  |  |
|  |                                |  |  |  |  |  |  |  |  |  |  |  |  |  |  |  |
|  | 8. Gaius Octavius              |  |  |  |  |  |  |  |  |  |  |  |  |  |  |  |
|  |                                |  |  |  |  |  |  |  |  |  |  |  |  |  |  |  |
|  |                                |  |  |  |  |  |  |  |  |  |  |  |  |  |  |  |
|  | 4. Gaius Octavius              |  |  |  |  |  |  |  |  |  |  |  |  |  |  |  |
|  |                                |  |  |  |  |  |  |  |  |  |  |  |  |  |  |  |
|  |                                |  |  |  |  |  |  |  |  |  |  |  |  |  |  |  |
|  | 2. Gaius Octavius              |  |  |  |  |  |  |  |  |  |  |  |  |  |  |  |
|  |                                |  |  |  |  |  |  |  |  |  |  |  |  |  |  |  |
|  |                                |  |  |  |  |  |  |  |  |  |  |  |  |  |  |  |
|  | 1. Imperator Caesar Augustus   |  |  |  |  |  |  |  |  |  |  |  |  |  |  |  |
|  |                                |  |  |  |  |  |  |  |  |  |  |  |  |  |  |  |
|  |                                |  |  |  |  |  |  |  |  |  |  |  |  |  |  |  |
|  | 12. Marcus Atius Balbus major  |  |  |  |  |  |  |  |  |  |  |  |  |  |  |  |
|  |                                |  |  |  |  |  |  |  |  |  |  |  |  |  |  |  |
|  |                                |  |  |  |  |  |  |  |  |  |  |  |  |  |  |  |
|  | 6. Marcus Atius Balbus minor   |  |  |  |  |  |  |  |  |  |  |  |  |  |  |  |
|  |                                |  |  |  |  |  |  |  |  |  |  |  |  |  |  |  |
|  |                                |  |  |  |  |  |  |  |  |  |  |  |  |  |  |  |
|  | 26. Sextus Pompeius            |  |  |  |  |  |  |  |  |  |  |  |  |  |  |  |
|  |                                |  |  |  |  |  |  |  |  |  |  |  |  |  |  |  |
|  |                                |  |  |  |  |  |  |  |  |  |  |  |  |  |  |  |
|  | 13. Pompeia                    |  |  |  |  |  |  |  |  |  |  |  |  |  |  |  |
|  |                                |  |  |  |  |  |  |  |  |  |  |  |  |  |  |  |
|  |                                |  |  |  |  |  |  |  |  |  |  |  |  |  |  |  |
|  | 27. Lucilla                    |  |  |  |  |  |  |  |  |  |  |  |  |  |  |  |
|  |                                |  |  |  |  |  |  |  |  |  |  |  |  |  |  |  |
|  |                                |  |  |  |  |  |  |  |  |  |  |  |  |  |  |  |
|  | 3. Atia Balba Caesonia         |  |  |  |  |  |  |  |  |  |  |  |  |  |  |  |
|  |                                |  |  |  |  |  |  |  |  |  |  |  |  |  |  |  |
|  |                                |  |  |  |  |  |  |  |  |  |  |  |  |  |  |  |
|  | 28. Gaius Julius Caesar        |  |  |  |  |  |  |  |  |  |  |  |  |  |  |  |
|  |                                |  |  |  |  |  |  |  |  |  |  |  |  |  |  |  |
|  |                                |  |  |  |  |  |  |  |  |  |  |  |  |  |  |  |
|  | 14. Gaius Julius Caesar Strabo |  |  |  |  |  |  |  |  |  |  |  |  |  |  |  |
|  |                                |  |  |  |  |  |  |  |  |  |  |  |  |  |  |  |
|  |                                |  |  |  |  |  |  |  |  |  |  |  |  |  |  |  |
|  | 29. Marcia                     |  |  |  |  |  |  |  |  |  |  |  |  |  |  |  |
|  |                                |  |  |  |  |  |  |  |  |  |  |  |  |  |  |  |
|  |                                |  |  |  |  |  |  |  |  |  |  |  |  |  |  |  |
|  | 7. Julia Caesaris minor        |  |  |  |  |  |  |  |  |  |  |  |  |  |  |  |
|  |                                |  |  |  |  |  |  |  |  |  |  |  |  |  |  |  |
|  |                                |  |  |  |  |  |  |  |  |  |  |  |  |  |  |  |
|  | 30. Lucius Aurelius Cotta      |  |  |  |  |  |  |  |  |  |  |  |  |  |  |  |
|  |                                |  |  |  |  |  |  |  |  |  |  |  |  |  |  |  |
|  |                                |  |  |  |  |  |  |  |  |  |  |  |  |  |  |  |
|  | 15. Aurelia Cotta              |  |  |  |  |  |  |  |  |  |  |  |  |  |  |  |
|  |                                |  |  |  |  |  |  |  |  |  |  |  |  |  |  |  |
|  |                                |  |  |  |  |  |  |  |  |  |  |  |  |  |  |  |
|  | 31. Rutilia                    |  |  |  |  |  |  |  |  |  |  |  |  |  |  |  |
|  |                                |  |  |  |  |  |  |  |  |  |  |  |  |  |  |  |
|  |                                |  |  |  |  |  |  |  |  |  |  |  |  |  |  |  |

## Voetnoten
1. ↑  Suetonius, Augustus 5.1: Natus est Augustus […] regione Palati ad Capita Bubula, ubi nunc sacrarium habet, aliquanto post quam excessit constitutum. („Geboren is Augustus […] in de regio van de Palatijn bij de Capita Bubula (ossenkoppen), waar men nu een sacrarium (heiligdommetje) heeft, enige tijd nadat hij was overleden opgericht.“)
2. ↑  De keerzijde van een denarius met een capricornus, cornucopia, roer van een schip en AVGVSTVS als legende.
22 september in de pre-juliaanse kalender: IX Kal. Oct. 691 a.u.c. kort voor zonsopgang (paulo ante solis exortum). In de Fasti van de Romeinen werd de verjaardag van Augustus gevierd op 23 en 24 september, verbonden met de ludi Augustales, die tot in de late oudheid als feest ter ere van de Divus Augustus werden voortgezet. Volgens nieuwere astronomische berekeningen werd Augustus onder het sterrenbeeld Libra geboren, daar de oude Romeinse kalender in het jaar 63 v.Chr. met de latere juliaanse grotendeels overeenstemde. Niettemin beklemtoonde Augustus altijd zijn geboorte onder het sterrenteken Capricornus (steenbok) (Suetonius, Augustus 5, 94.12.), waarmee echter de „wedergeboorte“ van Augustus als C. Iulius Divi filius Caesar werd bedoeld (zie verder), die door de verschijning van de Julische ster in conjunctie met Capricornus in ascendenten theopolitisch werd gedefinieerd (J.T. Ramsey - A.L. Licht, The Comet of 44 B.C. and Caesar's Funeral Games, Atlanta, 1997.). Of zijn geboortedag op grond van de juliaanse kalenderhervorming na gelijkschakeling met de ontbrekende 90 dagen van de oude Romeinse kalender ook daarenboven in de tijd van de steenbok werd gevierd, is niet geweten, maar wel waarschijnlijk, daar de Capricornus altijd een belangrijk element in de Augusteïsche propaganda bleef, vooral op munten (zie afbeelding). Een verdere aanwijzing kan men terugvinden in de verering van Augustus als zonnegod, bijvoorbeeld voorgesteld in de astraalsymboliek van de Divus-Iulius-cultus sinds het verschijnen van de sidus Iulium en in de daarop terug te voeren nimbus (cf. ook Octavianus in Vergilius, Aeneïs 8675 ff.), in het solarium Augusti evenals verder in de algemene identificatie met de god Sol, die later als Sol Invictus nauw met de Romeinse keizers was verbonden en wiens feestdag op 25 december was (cf. ook de beelden van de Divus-Iulius-cultus met de inscriptie Deo Invicto, die in de Sol-Invictus-cultus als Deo Soli Invicto Imperatori werd overgenomen). Daarom is als periode voor de feestdagen van de astrologische geboortedag 23 tot 26 december te veronderstellen.
3. ↑  A. Goldsworthy, Augustus. From revolutionary to Emperor, Londen, 2015, p. 89. Hij noemde zichzelf na zijn adoptie Gaius Julius Caesar en zo vermelden de bronnen hem.
4. ↑  Suetonius, Augustus 2.1: minores gentis.
5. ↑  De sobere kinderkamer van de jonge Octavius, die niet groter was als een voorraadkamer (cella Augusti), was eeuwen later nog steeds een publiek bedevaartsoord voor Romeinen. Augustus werd zozeer met deze kamer geïdentificeerd, dat in het volksgeloof de regio van de stad Velitrae als zijn geboorteplaats werd aangezien (vgl. Suetonius, Augustus 6.).
6. ↑  Suetonius, Augustus 8.1.
7. ↑  J. Bleicken, Augustus. Eine Biographie, Berlijn, 1998, pp. 35 ff.
8. ↑  Res Gestae divi Augusti 25: „Heel Italië heeft uit vrije wil aan mij trouw gezworen en het heeft van mij geëist de oorlog die ik bij Actium gewonnen heb te leiden [ducem depoposcit]. De provincies in Gallië en Spanje en de provincies Africa, Sicilia en Sardinia hebben op dezelfde manier aan mij trouw gezworen.“ Door de frase „ducem depoposcit“ wees Augustus erop, dat hij de titel „dux Italiae“ en het opperbevel op grond van een volksbesluit had gekregen. Daaraan was ook de overdracht van een uitgebreid militair bevel verbonden.
9. ↑  Livius, Ab urbe condita I 19.2-3.
10. ↑  Suetonius, Augustus 7.2. Vgl. Cassius Dio, LIII 16.6-8, 20.1.
11. ↑  Cassius Dio, LIII 32.5. Vgl. SEG IX 8 (Engelse vertaling van deze edicten uit Cyrene, waaruit blijkt dat Augustus door dit imperium proconsulare maius zich ook kon bemoeien in senatoriale provincies). Er is echter nog geen consensus onder oud-historici of het imperium van Augustus al dan niet als maius werd gedefinieerd. Zie onder andere D. McFayden, The Princeps and the Senatorial Provinces, in CPh 16 (1921), pp. 34-50, H. Last, Imperivm Maivs: A Note, in JRS 37 (1947), pp. 157-164 (JSTOR), M. Grant, The Augustan 'Constitution', in G&R² 18 (1949), pp. 97-112 (JSTOR), A.H.M. Jones, The Imperium of Augustus, in JRS 41 (1951), pp. 112-119 (JSTOR), W. Eck - S.A. Takács, The Age of Augustus, Oxford, 2003, p. [http://books.google.be/books?id=zThBFp4EsRwC&dq=the+age+of+augustus&pg=PP1&ots=l3m0Dl-2da&sig=yA4YxnwwD5oed_8-QNS5Fr_h5nI&hl=nl&prev=http://www.google.be/search?q=The+Age+of+Augustus&ie=utf-8&oe=utf-8&rls=org.mozilla:nl:official&client=firefox-a&sa=X&oi=print&ct=title&cad=one-book-with-thumbnail#PPA57,M1 57.
12. ↑  Macrobius, Saturnalia I 12.35; korter Suetonius, Augustus 31.2.
13. ↑  Aldus J. Bleicken, Augustus. Eine Biographie, Berlijn, 1998, pp. 379, 732.
14. ↑  Voor de nieuwe sociale groepen van Augustus, zie: R. Syme, The Augustan Aristocracy, Londen - Oxford, 1986.
15. ↑  M. Doyle, Empires, Princeton, 1986, H. Münkler, Imperien. Die Logik der Weltherrschaft - vom Alten Rom bis zu den Vereinigten Staaten, Berlijn, 2005 (R. Mehring, Recensie van H. Münkler, Imperien. Die Logik der Weltherrschaft - vom Alten Rom bis zu den Vereinigten Staaten, Berlijn, 2005, in H-Soz-u-Kult 10 (2005).). Gearchiveerd op 26 april 2014.
16. 1 2  W. Eck - S.A. Takács, The Age of Augustus, Oxford, 2003, pp. 83-84.
17. ↑  M. Bunson, art. taxation, in M. Bunson, Encyclopedia of the Roman Empire, New York, 1994, p. 404.
18. 1 2  M. Bunson, art. Egypt, in M. Bunson, Encyclopedia of the Roman Empire, New York, 1994, p. 144.
19. ↑  M. Bunson, art. Egypt, in M. Bunson, Encyclopedia of the Roman Empire, New York, 1994, pp. 144-145.
20. ↑  M. Bunson, art. Egypt, in M. Bunson, Encyclopedia of the Roman Empire, New York, 1994, p. 145.
21. ↑  B. Severy, Augustus and the Family at the Birth of the Roman Empire, New York, 2003 (B. Rawson, Recensie van B. Severy, Augustus and the Family at the Birth of the Roman Empire, New York, 2003, in BMCR 16 (2005).).
22. ↑  P. Zanker, The Power of Images in the Age of Augustus, Ann Arbor, 1988, pp. 101-116, S. Wood, Urban Imagery and Visual Narrative: The Campus Martius in the Age of Augustus, in The School of Historical Studies Postgraduate Forum e-Journal 2 (2003). Gearchiveerd op 9 januari 2022.
23. ↑  Vgl. Tacitus, Annales III 25.1. Gearchiveerd op 3 september 2014.
24. ↑  Cassius Dio, LIII 13.2.
25. ↑  Tacitus, Annales XV 19.1, Fronto, Epistulae ad Antonium Pium 8.1, Cassius Dio, LIII 13.2. Gearchiveerd op 3 december 2013.
26. ↑  Digesta IV 4 § 2, Plinius minor, Epistulae VII 16.2.
27. ↑  Tacitus, Annales II 51.1. Gearchiveerd op 12 augustus 2014.
28. ↑  W. Eck - S.A. Takács, The Age of Augustus, Oxford, 2003, p. 79. Vgl. Frontinus, De Aquis Urbis Romae 98.1.
29. ↑  R.H. Rodgers, Curatores Aquarum, in HSCPh 86 (1982), p. 171, W. Eck - S.A. Takács, The Age of Augustus, Oxford, 2003, p. 79. Vgl. Suetonius, Augustus 37, Frontinus, De Aquis Urbis Romae 99.4.
30. ↑  R. Syme, The Roman Revolution, Londen - Oxford, 1939, p. 403, D.A. Conlin, The Artists of the Ara Pacis: The Process of Hellenization in Roman Relief, Chapel Hill, 1997, p. 41. Vgl. ILS 5939, Suetonius, Augustus 37. Gearchiveerd op 9 januari 2022.
31. ↑  W. Eck - S.A. Takács, The Age of Augustus, Oxford, 2003, p. 81. Vgl. Cassius Dio, LIV 8.
32. ↑  D. Favro, Making Rome a World City, in K. Galinsky (ed.), The Cambridge Companion to the Age of Augustus, Cambridge, 2005, p. 250.
33. ↑  Voor de rol van Tiberius als plaatsvervanger voor de jonge Caesares, zie: J. Bleicken, Augustus. Eine Biographie, Berlijn, 1998, pp. 631ff.
34. ↑  Het festival moest ervoor zorgen dat het gewone volk zich betrokken voelde bij de dubbele adoptie en in het bijzonder die van Tiberius, die uit een patricische familie kwam (R. Syme, History in Ovid, Oxford, 1978, p. 33.). Volgens Velleius Paterculus (Velleius Paterculus, II 103.3.) vond de adoptie echter plaats op 27 juni, maar dit lijkt minder waarschijnlijk. In verband met Tiberius' adoptie, zie onder andere ook B. Levick, Drusus Caesar and the Adoptions of AD 4, in Latomus 25 (1966), pp. 227-244; M.A. Nickbakht, Tiberius’ Adoption durch Augustus: rei publicae causa? (Vell. Pat. 2,104,1), in Göttinger Forum für Altertumswissenschaft 1 (1998), pp. 112-116. Gearchiveerd op 21 april 2018.
35. 1 2  Suetonius, Augustus 99.4.
36. ↑  Cassius Dio, LVI 46.2. Vgl. Suetonius, Augustus 100.9, Tacitus, Annales I 10.8. Gearchiveerd op 22 december 2011.
37. ↑  Velleius Paterculus, Historia Romana II 75.3, Cassius Dio, LVI 46.1-2.
38. ↑  Suetonius, Augustus 7.1: Infanti cognomen Thurino inditum est. Suetonius geeft aan het op een buste te hebben gelezen, die hij aan de keizer uit zijn tijd, Hadrianus, ten geschenke heeft gegeven. Daarnaast vermeldt hij dat Marcus Antonius het cognomen als teken van verachting heeft gebruikt. Suetonius is er niet zeker van, op grond waarvan de jonge Gaius Octavius het cognomen Thurinus heeft gekregen. Hij geeft twee mogelijkheden op: het kan op de herkomst van de familie uit de regio van Thurii wijzen (de Octavii echter waren waarschijnlijk afkomstig uit Velitrae) of in verband met de overwinning van zijn vader in de regione Thurina staan. Dit wordt echter betwijfeld in F.X. Ryan, The Quaestorship and Aedileship of C. Octavius, in Rheinisches Museum 139 (1996), pp. 251-253. (geciteerd in F.X. Ryan, Kaipias. Ein Beiname für Augustus, in Studia humaniora Tartuensia 6 (2005), 6.A.2.) op grond van de inscriptie Corpus Inscriptionum Latinarum (CIL) VI 41023, die geen melding maakt van een dergelijke overwinning. Gearchiveerd op 13 april 2016.
39. ↑  Cassius Dio, XLV 1.1. Er zijn verschillende interpretaties voor gegeven, zo bijvoorbeeld een onjuiste transliteratie van Copiae (Latijn voor Thurii) in het Grieks. F.X. Ryan, Kaipias. Ein Beiname für Augustus, in Studia humaniora Tartuensia 6 (2005), 6.A.2., ziet hierin een verband met het sterrenbeeld van Augustus (Capricornus). Gearchiveerd op 13 april 2016.
40. ↑  Vgl. ook Appianus' omschrijving als „Caesar Caesars zoon“ (Appianus, Bellum Civile III 11.38.). Cicero (ad Atticum XIV 12.) vermeldt, dat hij zich reeds voor de publieke aanvaarding van zijn adoptie Caesar noemde, wat door Cassius Dio (XLV 3.) wordt bevestigd. Een intermediaire vorm Octavius Caesar die bij Appianus (Bellum Civile IV 8.31 ff.) voor het jaar 43 v.Chr. is terug te vinden, wordt echter niet als historisch relevant, deels zelfs als gefingeerd aangezien. Daarnaast staat hij op een munt uit dat jaar vermeld als C•CAESAR•IMP(erator) (J. Bleicken, Augustus. Eine Biographie, Berlijn, 1998, p. 47.). De datering in het jaar 43 v.Chr. is mogelijk op basis van de eerste acclamatio als imperator voor de jonge man na de slag bij Mutina in het voorjaar 43 v.Chr. (niet te verwarren met het latere gebruiken van Imperator als praenomen). In overeenstemming met diens naamsveranderingen gebruikt Cicero in zijn redevoeringen (Phillipicae 3-14; 20 december 44 v.Chr. tot 21 april 43 v.Chr.) voor Octavianus de volgende namen: Caesar, C. Caesar, C. Caesar Gai filius pontifex pro praetore en C. Caesar pro praetore imperator.
41. ↑  Daarom wordt Octavianus in het onderzoek voornamelijk tussen haakjes vermeld: C. Iulius C. f. Caesar (Octavianus) (vgl. ook R. Syme, The Roman Revolution, Londen - Oxford, 1939, pp. 307 ff. en 322 ff.; H. Cancik, Christus Imperator, in H. von Stietencron, Der Name Gottes, Dusseldörf, 1975, pp. 113-114.). Cassius Dio (XLVI en XLVII 4-7: Gaius Iulius Caesar Octavianus) en Tacitus (Ann. XIII 6: Caesar Octavianus) gebruiken hun „handboekwetenschappelijke“ nomenclatuur als technische vorm voor de historiografische nauwkeurigheid voor de periode van 44 tot 42 v.Chr. en nemen vervolgens de voornaamste reden voor het afwijzen hiervan door moderne historici weg (cf. infra). Ook Cicero gebruikt in enkele brieven de formeel correcte naam Caesar Octavianus (ad familiares XII 23.2 en 25.4.), evenals de Caesariaan Gaius Asinius Pollio in zijn brief uit Hispania aan Cicero (ad familiares X 33.3 f.). De Gai filius zelf heeft zich echter niet aan een dergelijk naamsprincipe gehouden, wat alle historici – met uitzondering van Cassius Dio en Tacitus – alsook de talrijke epigrafische en numismatische vondsten bewijzen. Zijn nieuwe Caesarische aanhangers (bv. C. Matius (ad familiares XI 28.6.) in 44 v.Chr.) noemden hem nu gewoon Caesar. Ook Cicero nam het gangbare standpunt in in verband met de naamvraag, nadat hij de meerderheid van de senaat voor een politiek bondgenootschap met Caesars erfgenaam had kunnen overtuigen. Het is niet geheel ondenkbaar, dat het zelden terug te vinden agnomen Octavianus net zoals het spottende gebruik van het cognomen Thurinus op de tegenpropaganda van Antonius is terug te voeren. Het is zeker, dat de randgebieden van de Romeinse wereld op grond van de ook toentertijd zeer grote vervreemding van hetgeen gebeurde in de stad Rome pas later de ongewone naamswijzigingen aanvaardden en de naam Octavianus voortaan vermeden. Vgl. ook W. Schmitthenner, Oktavian und das Testament Cäsars: eine Untersuchung zu den politischen Anfängen des Augustus, Nördlingen, 19732, en in verband met de verschillende namen van Octavianus bij antieke auteurs in het algemeen C. Rubincam, The nomenclature of Julius Caesar and the later Augustus in the Triumviral period, in Historia 41 (1992), pp. 88-103.
42. ↑  R. Syme, The Roman Revolution, Londen - Oxford, 1939, p. 113. Gearchiveerd op 9 januari 2022.
43. ↑  Zelden: Gaius Iulius Divi Iuli(i) filius Caesar. Ook hier is de overlevering van Cassius Dio (XLVII 18.3.), die Ronald Syme (Imperator Caesar. A study in nomenclature, in Historia 7 (1958), pp. 172-188.) nog volgt, bedenkelijk. Andreas Alföldi (Der Einmarsch Octavians in Rom, August 43 v.Chr., in Hermes 86 (1958), pp. 408−496.) dateert de eerste munten met DIVI IVLI•F• en DIVI•F• in het jaar 43 v.Chr. na Octavianus' overname van de Capitolijnse munterswerkplaats. Deze visie wordt ondersteund door Nikolaos van Damascus (FGrHist 18,55.) en Appianos (Bellum Civile III 11.38.), waarna duidelijk werd, dat Octavianus ernaar neigde, zijn politieke handelen door religieuze wijding te verhogen.
44. ↑  Vgl. R. Syme, Imperator Caesar. A study in nomenclature, in Historia 7 (1958), pp. 172-188.
45. ↑  Claudius was de eerste princeps die niet bij zijn regeringsaantreden nog niet tot de Iulii Caesari behoorde. Hij kreeg Caesar en Augustus dan ook niet door adoptie maar zou het zich bij het begin van zijn regering laten toekennen.
46. ↑  Carmina IV 5.17 ff. Een tweede voorbeeld is de Priene kalder inscriptie uit ca. 9 v.Chr. Gearchiveerd op 9 mei 2021.
47. 1 2 3 4  Suetonius, Augustus 85.2.
48. ↑  Suetonius, Augustus 28.3; Cassius Dio, LVI 30.3.
49. ↑  T. Mommsen, Römisches Staatsrecht, II, Leipzig, 18873, p. 748.
50. ↑  J. Bleicken, Augustus. Eine Biographie, Berlijn, 1998, pp. 684-685.
51. ↑  J. Bleicken, Augustus. Eine Biographie, Berlijn, 1998, p. 374.
52. ↑  K. Bringmann - T. Schäfer, Augustus und die Begründung des römischen Kaisertums, Berlijn, 2002, p. 244.
53. 1 2 3  Suetonius,
 Augustus 85.1.
54. ↑  Suetonius, Claudius 1.5.

## Verder lezen
- J.J. Van Nostrand, The reorganization of Spain by Augustus, in University of California Publications in History 4 (1916), pp. 83-154.
- John Williams; "Augustus"; Vertaling: Edzard Krol; Lebowski ; Viking Press, 1972
- A. Everitt, Augustus - De eerste keizer, Amsterdam 2010. ISBN 9789026322938. Vertaling van The First Emperor. Caesar Augustus and the Triumph of Rome, 2006
- Adrian Goldsworthy, Augustus: From Revolutionary to Emperor; Weidenfeld and Nicolson, 2014
- Robert Harris; "Dictator"; Vertaling: Arjaan en Thijs van Nimwegen; Cargo (p. 271 e.v., 2e druk 2015)